# Mingská kultura

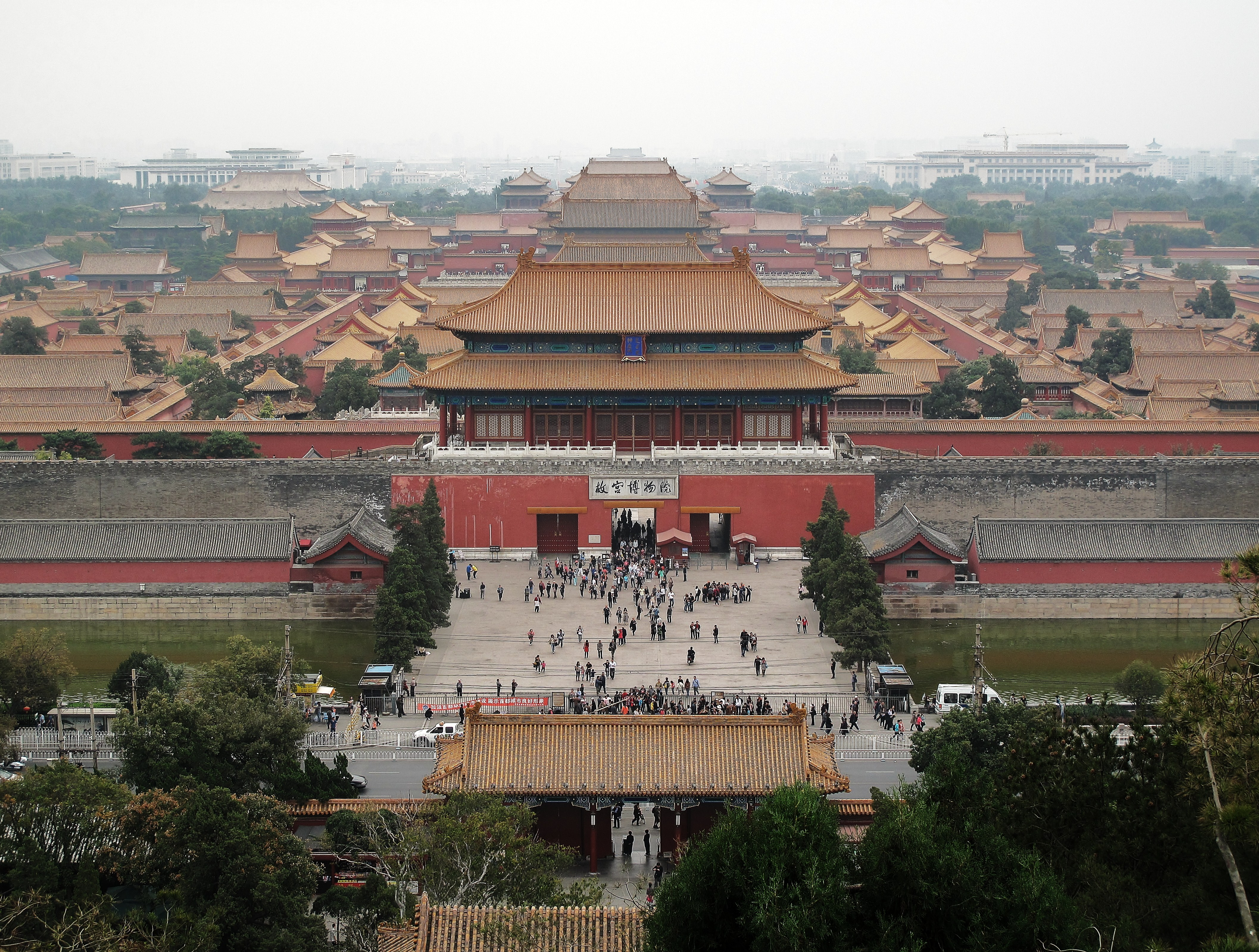
Pohled na Zakázané město, Peking

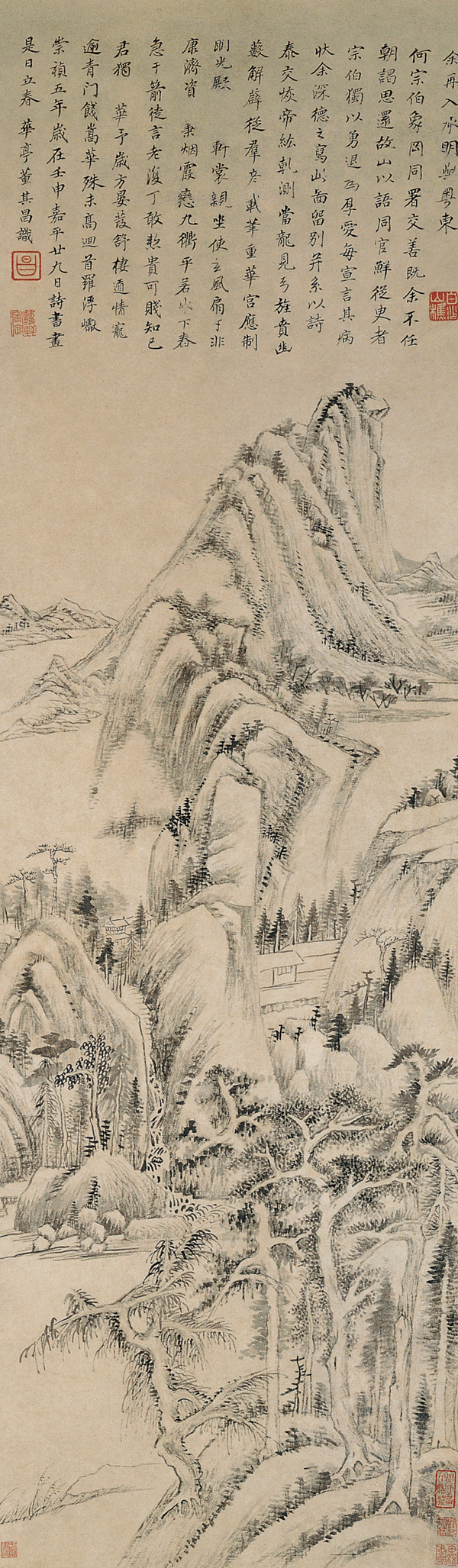
Tung Čchi-čchang, Příkré hory a tiché vody, 1632, Kimbell Art Museum

Čínská říše Ming (1368–1644) byla kulturně vyspělý a kultivovaný stát. Mingská kultura byla charakteristická konzervativní orientací na čínskou kulturní tradici a od konce 15. století rozkvětem ve výtvarném umění, literatuře i filozofii.
V mingské epoše byly státní zásahy do kultury silnější než v předešlých staletích. Vláda u úřednických zkoušek vyžadovala Ču Siho interpretaci neokonfuciánství, stanovila pravidla tvorby a podporovala „vhodné“ umění v literatuře i malířství… proto je historiky mingská éra považována za období jednotvárnosti a prostřednosti. Fakticky však byla mingská éra tvůrčí, zejména v posledním století, kdy vzdělanci hledali cesty seberealizace v antiracionalistickém individualismu Wang Jang-minga, a usilovali o moudrost pomocí pěstování znalosti vlastní mysli.
Pro rané mingské malířství i kaligrafii byla charakteristická orientace na minulé, především sungské, vzory, tvůrčím způsobem proměněné. Ve dvorské malířské akademii, znovuzrozené na přelomu 20. a 30. let 15. století, převládal žánr „květin a ptáků“. Jejími nejslavnějšími mistry byli Pien Ťing-čao (na počátku 15. století) a Lin Liang (na jeho konci). U krajinomalby, charakteristické pro umělce nezávislé na dvoru, byla nejznámější škola Wu v čele se zakladatelem Šen Čouem a škola Če, jejímž nejvýraznějším představitelem byl Taj Ťin. V malířství 16. století převládalo napodobování tradičních technik a námětů. V žánru „květin a ptáků“ dosáhl mistrovství Lü Ťi. Mimo jmenovaných umělců získali v mingském období slávu také Tchang Jin, Wen Čeng-ming a další. Pro mingské období bylo charakteristické spojování malířství a kaligrafie, a od 15. století díla mistrů obsahovala rovnocenný podíl obojího.
Sklon k napodobování starých vzorů byl od konce 14. a počátku 15. století typický pro literární a publicistickou tvorbu směru „přívrženců staré literatury“, ke kterým patřili Sung Lien, Liou Ťi, Jang Š’-čchi a mnozí další politici a učenci. V mingském období vznikla řada literárních děl beletristických, naučných i užitkových, nejtypičtější a nejreprezentativnější pro mingskou dobu jsou mnohadílné encyklopedické práce a antologie. Zatímco plně porozumět dílům psaným v klasické čínštině mohli pouze příslušníci džentry, gramotní Číňané s nižším vzděláním tvořili nepoměrně širší publikum pro literaturu a drama v hovorovém jazyce (paj-chua). Román Ťin Pching Mej publikovaný roku 1610 se stal pátým z velkých čínských románů bezprostředně za „čtyřmi klasickými romány“, z nichž dva (Příběhy od jezerního břehu a Putování na západ) byly napsány v mingském období.
Mingští dramatici psali čtyřaktovky ca-ťü, oblíbené v minulé, jüanské, epoše. Větší popularitu však měly volnější mnohoaktové hry čchuan-čchi; jejich doprovodná hudba prošla podstatnými změnami, dokud nepřevážil styl kchun-čchü. V obrazotvornosti se dramatici romanopiscům vyrovnali; jednu z nejznámějších her čínské historie, Pavilón pivoněk, napsal dramatik závěru mingské epochy Tchang Sien-cu.
Z mingských architektonických památek patří k nejdůležitějším císařské sídlo – Zakázané město, chrámový komplex Chrámu nebes v Pekingu, soubor císařských náhrobků v Š’-san-lingu a v neposlední řadě Velká čínská zeď.

## Kaligrafie

### Rané a střední mingské období

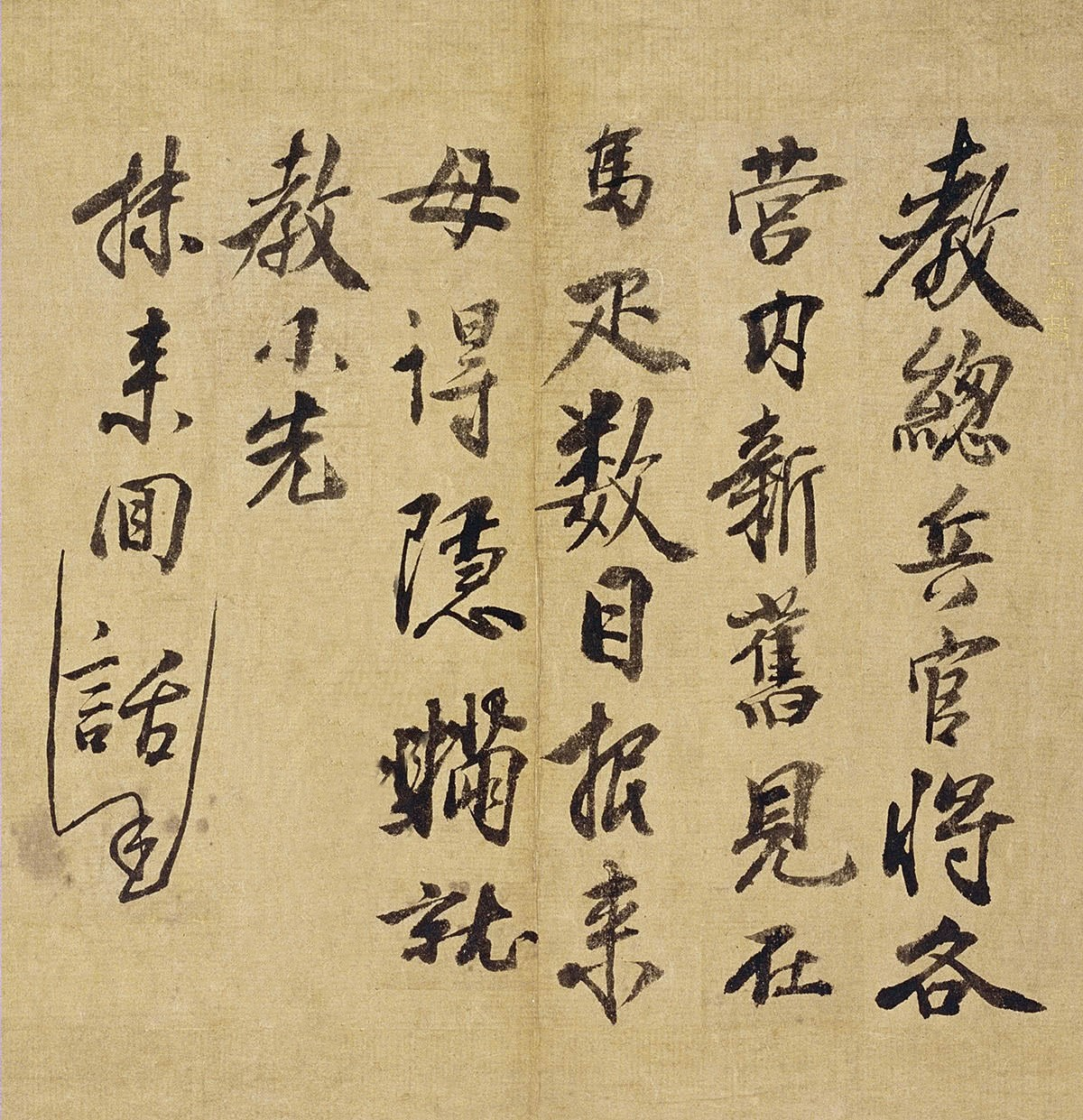
Ukázka rukopisu Chung-wua, zakladatele a prvního císaře říše Ming

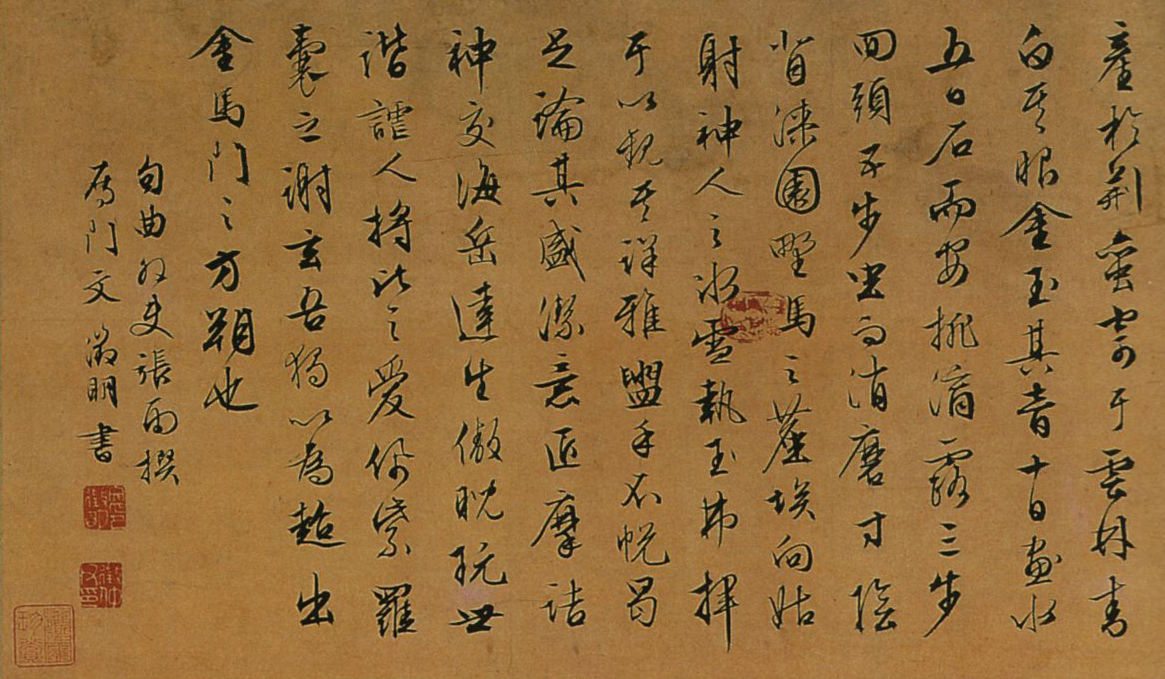
Wen Čeng-mingův komentář na Čchiou Jingově portrétu jüanského malíře Ni Cana, 1542, Šanghajské muzeum

Během prvních desetiletí existence říše Ming si císařský dvůr předních kaligrafů vážil a oceňoval je. Patřili mezi ně např. Sung Kche (1327–1387), Šen Tu (1357–1434) a Šen Cchan (1379–1453). Kaligrafii věnovali svou pozornost i císaři. Jung-le (vládl 1402–1424) se ji s oblibou zaobíral a za oficiální písmo určil styl dvou Wangů (Wang Si-č’a a jeho syna Wang Sien-č’a ze 4. století). Jung-leho nástupce Chung-si byl uznávaným kaligrafem srovnávaným s tchangským císařem Tchaj-cungem (vládl 626–649). Následující mingský císař Süan-te v polovině 20. let 15. století obnovil v Pekingu císařskou akademii malířství a kaligrafie, která pak v první polovině mingské doby udávala tón v umění.
V polovině patnáctého století panovnický zájem o kaligrafii poklesl, a od středně mingského období se těžiště umělecké činnosti přesunulo do jihovýchodní Číny. Nové trendy v kaligrafii se pak rodily mezi umělci a literáty bohatých měst Ťiang-nanu, především Su-čou a Sung-ťiangu. Mingští kaligrafové navazovali na styly starých mistrů a pomocí odkazů na ně definovali svůj styl, vesměs však pouze přebírali formu bez hlubokého proniknutí do podstaty.
K ťiang-nanským mistrům kaligrafie patřil Čang Pi (1425–1487) ze Sung-ťiangu, který se věnoval „bláznivému konceptnímu písmu“ ve stylu tchangských kaligrafů Čang Süa a Chuaj-sua, a Li Tung-jang (1447–1516), velký sekretář označovaný za génia pečetního písma, ale výborný i v úřednickém písmu.
Ve druhé polovině 15. století pod vedením Šen Čoua kaligrafové ze Su-čou oživili styly severosungských mistrů. Šen Čou byl výborným malířem, své konceptní písmo, typické baculatými, zaoblenými tahy psanými s poněkud rozechvělým spěchem, založil na stylu severosungského kaligrafa Chuang Tching-ťiena; Šenův žák Wen Čeng-ming také následoval tento vzor. Přítelem Šen-čoua byl Wu Kchuan, ministr státní správy a obřadů, který se v kaligrafii řídil stylem jiného severosungského umělce, Su Š’a. Tehdy už na obrazech literátů získaly doprovodné nápisy význam srovnatelný s malbou, často byla kaligrafie prvotní a malba k ní doplněna.
K mladší generaci ze Su-čou patřili Ču Jün-ming (1460–1526) a Wen Čeng-ming. Ču Jün-ming byl vnukem učence a kaligrafa Sü Jou-čena a zetěm dalšího kaligrafa Li Jing-čena. Vynikal v malém vzorovém písmu, ale největší obdiv získal svým „bláznivým konceptním písmem“, ke kterému se obrátil po neúspěchu ve zkouškách. Jeho přátelé přičítávali Ču Jün-mingovu náklonnost k vysoce expresivní kaligrafii jeho impulzivní osobnosti.
Wen Čeng-ming zvládl rovnoměrně básnictví, kaligrafii i malbu. Poté, co ani podesáté neuspěl u úřednických zkoušek, živil se uměním. V kaligrafii vynikal v malém vzorovém a pečetním písmu, věnoval se ale i dalším stylům. Za vzor si vzal sungské kaligrafy a jüanského Čao Meng-fua. Zachovala se řada jeho děl. Wen Čeng-ming měl mnoho žáků a následovníků, patřili k nim i jeho synové Wen Pcheng a Wen Ťia, oba schopní malíři jemně kolorovaných krajin, Wen Pcheng získal uznání pro své konceptní písmo a proslavil se řezbou pečetí. Žákem Wen Čeng-minga byl i malíř Čchen Čchun, jako kaligraf známý svým konceptním písmem.

### Pozdní mingské období

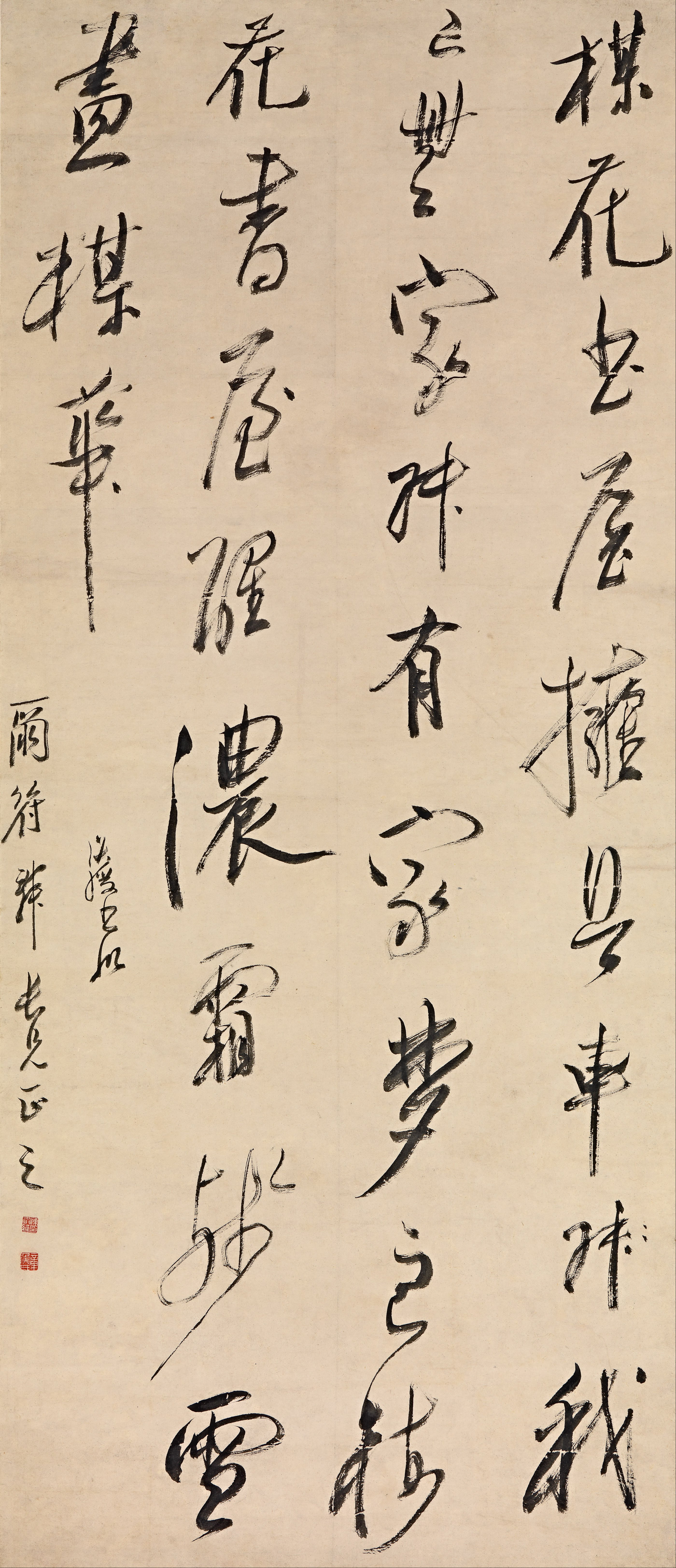
Báseň Studium švestkových květů psaná kurzivním písmem, Čchen Chung-šou, polovina 40. let 17. století, National Gallery of Victoria

Teorii a praxi pozdně mingské kaligrafie dominoval Tung Čchi-čchang (1555–1636) ze Sung-ťiangu, od mládí uznávaný učenec, který vynikl v literární kompozici, malbě i kaligrafii. Byl významným teoretikem malířství, ale psal i o dějinách kaligrafie, přičemž mistry svého sungťiangského regionu stavěl výše než kaligrafy ze Su-čou. Zdůrazňoval potřebu studovat díla z období Východní Ťin (4. století) a Tchang (7.–9. století), vyzdvihoval zejména oba Wangy, přitom neobhajoval těsné kopírování vzorů, ale hlubokou analýzu toho nejdůležitějšího z jejich stylů.
Mezi významné sungťiangské kaligrafy druhé poloviny 16. století patřili také Tung Čchi-čchangův přítel Čchen Ťi-žu, všestranný umělec a sběratel a Sü Wej, předchůdce čchingských individuálních umělců, malíř žánru „květiny a ptáci“ a dramatik, v kaligrafii se věnující „bláznivému konceptnímu písmu“, jeho styl se blížil abstraktnímu malířství. V první polovině 17. století vynikl Čchen Chung-šou, kaligraf a profesionální malíř–figuralista, jehož osobitý výraz byl obdivovaný i v následujících letech.
Poslední generace mingských kaligrafů využívala velmi osobitých stylů. Soudobí kritici, stejně jako několik jich samých, používali termín čchi, přeložitelný jako „neobvyklé“ nebo „divné“, k popisu inovací v kaligrafii tohoto období, radikálně se odchylujících z dlouhodobě uznávaných norem kompozice a rukopisu. Patřil k nim Wang Tuo (1592–1652), který tvrdil, že jeho styl je založen na dílu klasických mistrů. Přes zdánlivou divokost jeho psaní Wang Tuoův vynalézavý osobní styl splňuje Tung Čchi-čchangův výrok, že kaligrafie nesmí kopírovat, ale tvůrčím způsobem proměnit vzory minulosti.

## Malířství
Mingská éra byla první ze které se zachovalo mnoho obrazů slavných mistrů a tisíce děl průměrných tvůrců zatímco ze sungské doby můžeme známým umělcům připsat jen několik zachovaných originálních děl, a z tchangské žádné. Mingští malíři využívali nejrůznější styly, přitom obecně měli tendenci vracet se k tchangským vzorům, resp. k tomu to za „tchangské“ považovali mingští kritici – styl realističtější než filozofický a lyrický vzhled sungské doby i než formální a abstraktní vzhled jüanské éry.

### Akademie

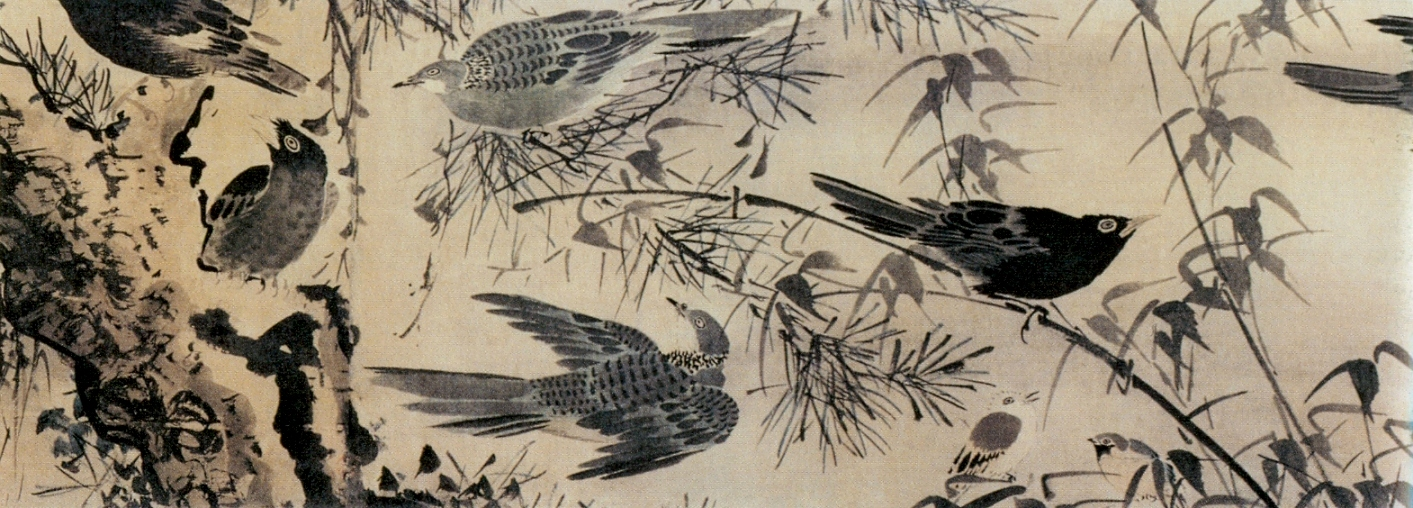
Lin Liang, Ptáci v křoví, detail, 15. století, Palácové muzeum

S obnovením čínského státu – říše Ming – stoupla prestiž jižních uměleckých proudů, vnímaných jako výraz národního ducha a kultury. Současně se u císařského dvora obnovovala tradice profesionálního oficiálního umění. Naopak malíři nezávislí na dvoru nebyli v počátcích říše Ming významní a pracovali jednotlivě. Za zmínku z nich stojí Ma Wan (v polovině 14. století) a Wang Fu (1362–1416), který vynikl v malbě bambusu tuší, a na něhož ve druhé polovině 15. století navázal Sia Čchang.
| Vzápětí po založení říše Ming roku 1368 císař Chung-wu shromáždil literáty, malíře a kaligrafy v Síni kulturní hloubky (文淵閣, Wen-jüan-ke). Úkolem malířů bylo především práce na výzdobě císařských paláců. Vlastní malířská akademie (chua jüan) vznikla až počátkem vlády císaře Süan-te (vládl 1425–1435), je proto nazývána Malířská akademie éry Süan-te (Süan-te chua jüan). Jejím vzorem byl stejnojmenný úřad fungující v říši Sung. |
| |

Pro rané mingské malířství byla charakteristická orientace na minulé, především sungské, vzory. Mingský restauracionismus vycházel z konzervativního tíhnutí k minulosti charakteristické už pro malíře předešlé, jüanské, doby. Teoreticky byl zdůvodněn a nejúplněji realizován v malířské akademii, obnovené v polovině 20. let 15. století císařem Süan-te.
Obnovení akademie a její umístění v Pekingu vedlo k oživení pravidel a stylu sungské císařské malířské akademie i k posunu orientace z jižní k severosungské akademické tradici. Dvorští umělci dostali za úkol obnovit slávu umění tchangské a sungské doby (7. – 9. a 10. – 13. století). Měli za úkol tvořit výpravná oslavná díla s dekorativním účelem, která měla „znovuzrodit staré tradice“ a opěvovat blahobyt země. Za tímto účelem vypracovali podrobné předpisy týkající se témat, stylů i způsobů malby. Přitom se inspirovali krajinami Ma Jüana (aktivní cca 1190–1264), Sia Kueje (první polovina 13. století), společně shrnovanými do „stylu Ma-Sia“, Kuo Siho (cca 1020–1070) a zelenomodrými krajinami.
Význačné místo v mingské akademické tvorbě zaujímal žánr „květin a ptáků“. Při následování sungských vzorů se dvorští malíři tohoto žánru rozdělili na dva směry. Energická tušová malba Lin Lianga (druhá polovina 15. století) vycházející z díla Sü Siho (10. století), která užívala tušovou malbu bez obrysových linií, „bez kostí“, kontrastovala s popisným realismem Lü Ťiho s jeho pečlivým vykreslením obrysů a použitím barev po vzoru Chuang Čchüana (903–968).
K předním akademikům patřili Pien Ťing-čao, Li Caj (oba v první polovině 15. století) a Lin Liang. Estetická pravidla akademie ve svých teoretických dílech nejlépe vyjádřil Tung Čchi-čchang. Tung potvrdil vnímání malby jako kaligrafického projevu, a podporoval tvorbu, neboli „velkou syntézu“ (ta čcheng) uměleckého stylu, prostřednictvím studia mistrů minulosti. V zájmu legitimizace vlastních uměleckých výkonů prohlašoval, že v minulých staletích malíři patřili vždy do jedné ze dvou stylových škol: tušové malby jižní školy snažící se o vyjádření vnitřní podstaty zobrazovaného, a popisné, dekorativní tradice profesionálních „řemeslných“ malířů severní školy. Sám se postavil na konec vývoje jižní školy jako pravý dědic literátského malířství snažícího se o vyjádření myšlenek tvůrce a neohlížejícího se na materiální prospěch. Jeho monumentální tušové krajiny se staly vzorem ortodoxie, a koncepce severní a jižní školy začala být přehodnocována až ve 20. století. Na Tung Čchi-čchanga navazovali jeho žák Wang Š’-min, ortodoxní čchingští malíři, ale i Š’-tchao a Pa-ta šan-žen.

### Školy Če a Wu

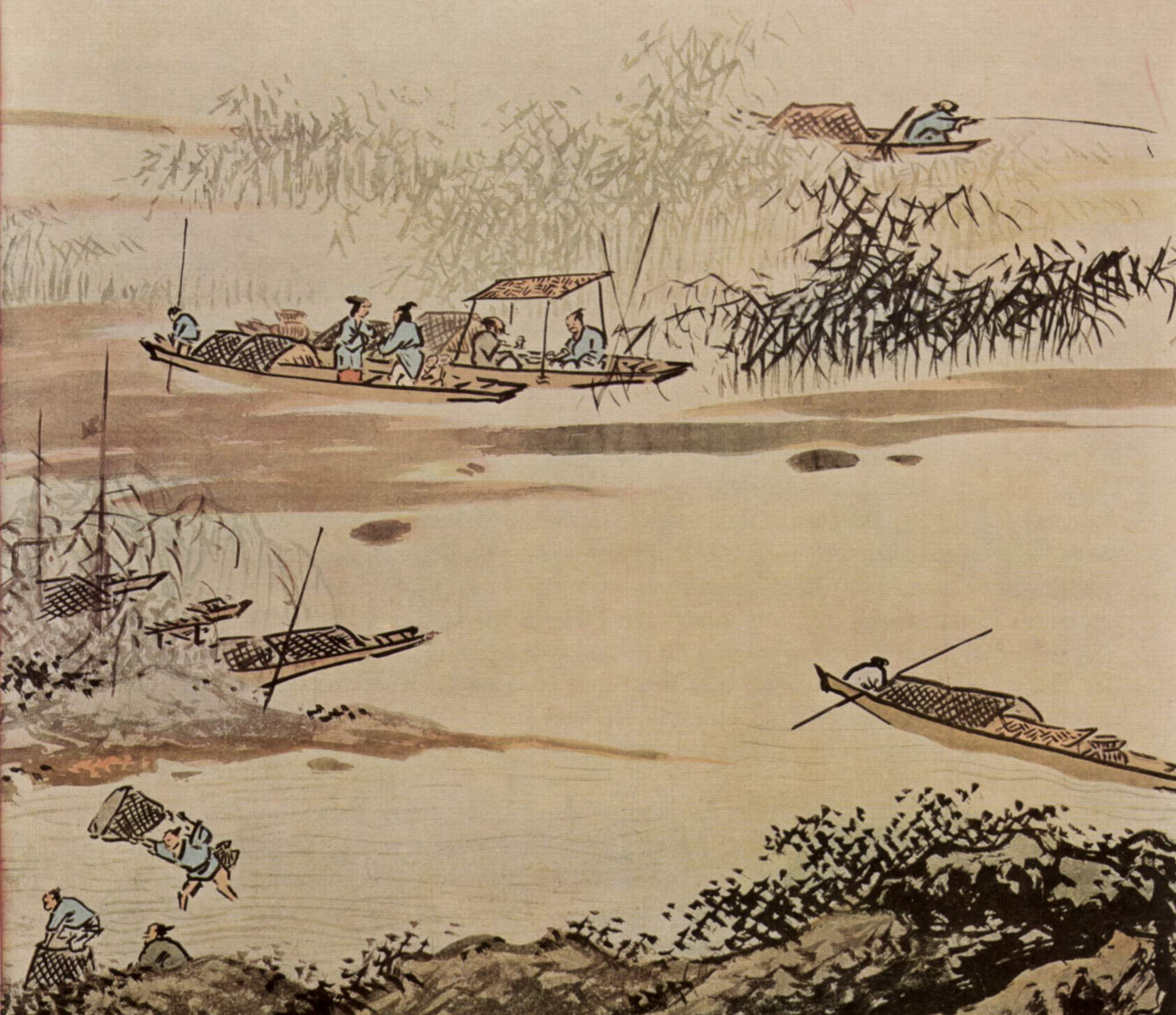
Taj Ťin, Rybáři na řece, kolem roku 1400

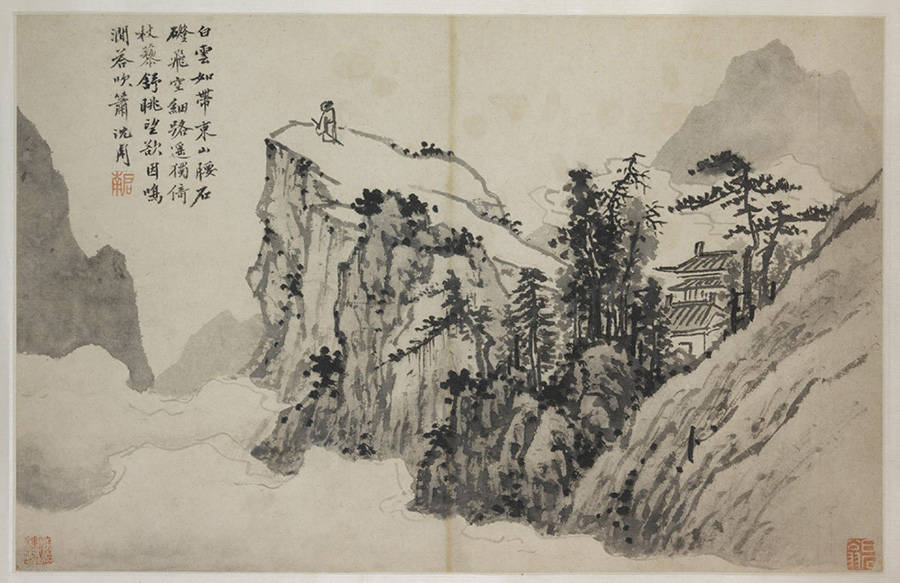
Básník na vrcholu hory, Šen Čou (1427–1509), The Nelson-Atkins Museum of Art, Kansas City, Missouri

V Chang-čou a okolí byli profesionální malíři volně navazující na styl Ma-Sia známi jako „škola Če“ (podle provincie Če-ťiang, jíž bylo Chang-čou hlavním městem). Jejich předním představitelem a prakticky zakladatelem se po svém vyhnání ode dvora a návratu do Chang-čou začátkem 40. let 15. století stal Taj Ťin, který se orientoval na figurální malbu a obrazy „květin a ptáků“, ale zejména krajiny v jüanské interpretaci stylu Ma-Sia.
Škola Če byla neformální skupinou vesměs profesionálů z nichž byla doplňována malířská akademie v metropoli. Po ukončení oficiální kariéry se zase vraceli na rodný jih. V důsledku propojení s akademií byla jejich tvorba konzervativní, eklektická, s důrazem na dekorativnost děl. Po zakladateli byl nejvýznamnějším reprezentantem školy její poslední vůdce Lan Jing (1585–1664), krajinář věnující se malování profesionálně.
V druhé polovině mingského období akademie upadla do průměru. Centrum umělecké tvořivosti se přesunulo do bohatého Ťiang-nanu (jižně od dolního toku Jang-c’-ťiang) s centrem v Su-čou, kde se více než jinde soustředili vzdělanci, pro které bylo umělecké sebevyjádření důležitější než úřední kariéra. Podle starého názvu regionu se jim dostalo označení škola Wu. Škola Wu navzdory svému názvu nebyla soudržným hnutím, ale je do ní shrnováno množství umělců různých proudů, jak amatérských, tak profesionálních. Jejím zakladatelem byl Šen Čou, kaligraf, malíř, básník a sběratel, který oživil expresionistický výraz jüanských mistrů. Maloval monumentální krajiny v sungském stylu po vzoru Tung Jüana, a Ťü-žana, vynikal i ve figurální malbě a žánru „květin a ptáků“. Žákem Šen Čoua byl Wen Čeng-ming, generace následující po něm byla početná talenty, mezi jejími členy se proslavili jeho příbuzný Wen Po-žen a také Čchien Ku, Lu Č’, Čang Ling a Čchen Čchun. Nejpřednější a nejcharakterističtější z nich byli Wen Čeng-ming a Čchen Čchun. Wen Čeng-ming maloval jednobarevné nebo lehce barevné krajiny ve stylu Šen Čoua i „zelenomodré krajiny“ v tchangském stylu. Je s ním spojeno obnovení tradice jižního amatérského malířství. Čchen Čchun přinesl originalitu do žánru „květin a ptáků“.

### Umělci mimo školy, portréty, ilustrace

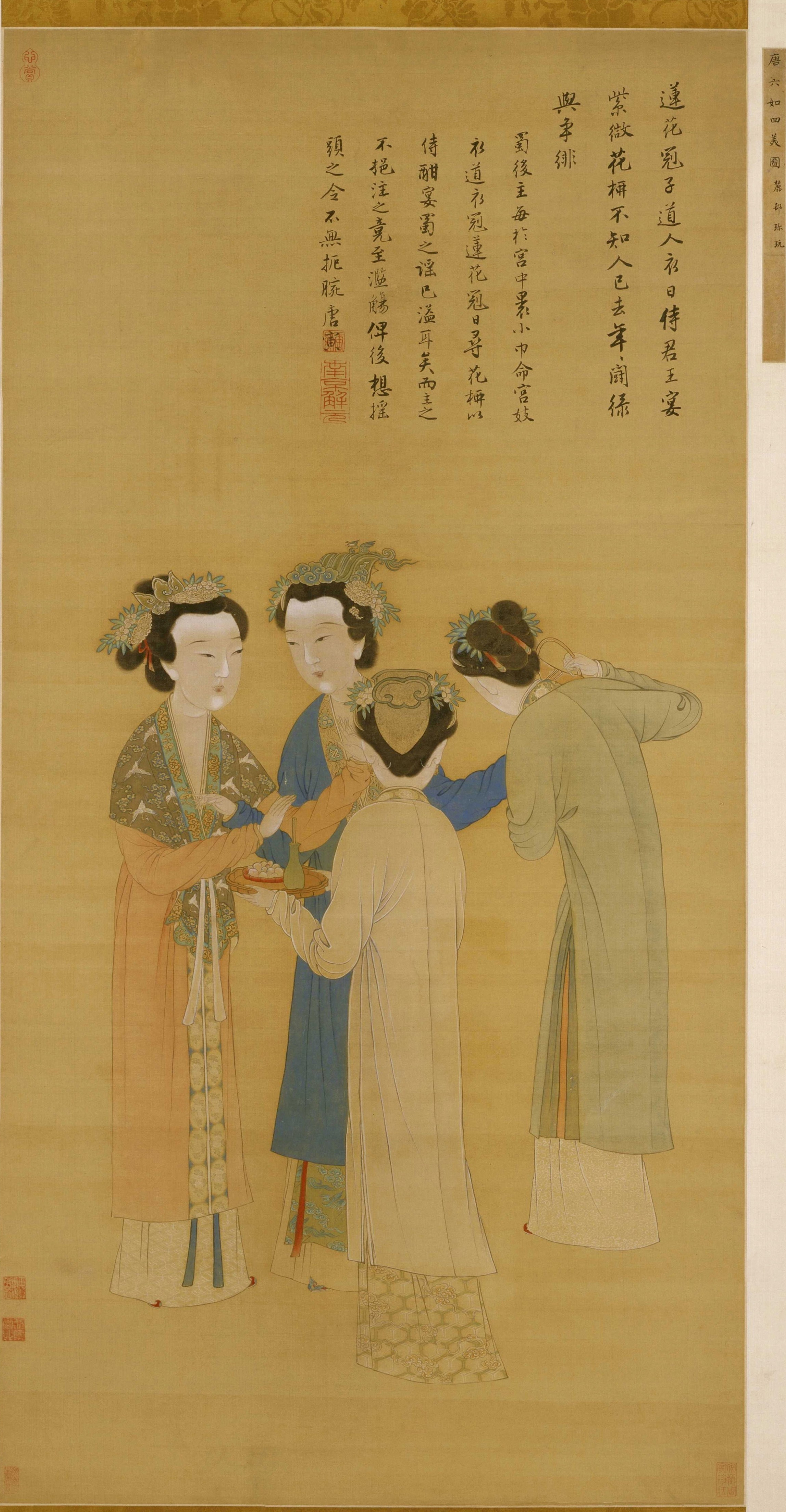
Dvorní dámy říše Rané Šu, Tchang Jin, 16. století, Palácové muzeum, Peking

V Su-čou a okolí pracovalo i mnoho umělců ke škole Wu nepočítaných, byť jí ovlivněných – mimo jiné Tchang Jin (1470–1523), Čchiou Jing (1525–1593) a Sü Wej (1521–1593). První dva oscilovali mezi vlastním vyjádřením a akademickým stylem; patřili tak s řadou tvůrců škol Če a Wu ke konzervativnímu křídlu jižní tradice, resp. k jižnímu směru akademismu. Sü Wej se od akademismu odpoutal a tvořil volně a svobodně, jeho malby jsou typické úmyslnou nedbalostí a zjednodušením formy, čímž dosáhl výjimečné věrohodnosti a výraznosti kompozic. Čchiou Jingova díla byla mezi veřejností populárnější než literátské malířství, proto obchodníci jeho jménem podepisovali množství obrazů, často vzdálených jeho stylu.
Svérazným figuralistou konce mingské doby byl Čchen Chung-šou, originální ztvárnění krajin i postav charakterizuje i dílo o generaci starších Ting Jün-pchinga a Wu Pina.
V mingské době kvetlo i portrétní umění, pro které jsou charakteristické portréty úředníků a jejich předků v oficiálních róbách. Bylo ovšem ignorované literátskou kritikou, jako žánr provozovaný profesionály za peníze. K novým prvkům umění 16. století je nutno započíst rozšíření takzvaného pohřebního portrétu s jeho důslednou realističností. V 16. století se též s růstem množství tištěné literatury široce rozvinul žánr knižních ilustrací, vesměs dřevorytů. Osobitý styl miniatur v této oblasti dovedl v polovině století do dokonalosti Čchiou Jing. V 17. století se objevily i barevné knižní ilustrace.

## Poezie

### Konec 14. a 15. století
Poezie 14. století byla ovlivněna především pozdně-tchangskými vzory, ale ke konci století se zájem přesunul k ranému a vrcholnému období (a ke starším baladám jüe-fu). Za největšího básníka 14. století, ba i celého mingského období je považován Kao Čchi. Pocházel ze Su-čou a už v mládí mezi tamními literáty vynikal. Po založení říše Ming krátce působil v historickém úřadu, poté se vrátil do Su-čou. Roku 1374 byl obviněn ze zrady a popraven. Jako básník byl všestranný, skládal balady jüe-fu, čchuské básně ve stylu sao, poezii š’, písně cch’, árie čchü. Nezanedbatelný je i jeho příspěvek k literární teorii. Cenil si tchangského básnictví tzv. „vrcholného období“.

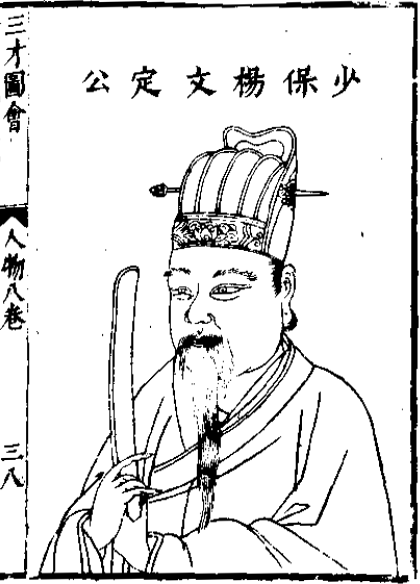
Básník a státník Jang Pchu, ilustrace encyklopedie San-cchaj tchu-chuej, 1609

Čistky zakladatele mingské říše Chung-wua, kterým padlo za oběť mnoho literátů, a dohled vlády nad literární produkcí byly nejspíše důvodem, proč se po většinu 15. století nezrodil žádný velký básník. Například ze „čtyř talentů ze Su-čou“ počátků dynastie Ming byl Kao Čchi popraven, Jang Ťi (cca 1334–1383) zemřel následkem těžké práce, Čang Jü (1283 – po 1356) se utopil při návratu z exilu a pouze Sü Pen (1335–1380) zemřel z přirozených příčin. Kromě Kaoa byli ostatní tři i významní malíři. Z učenců v okolí Chung-wua si největší věhlas vydobyl svými rozjímavými básněmi Liou Ťi, zatímco Sung Lien, byl především prozaik, jehož básně byly jen průměrné.
V počátcích říše Ming existovalo několik regionálních center poezie, po Ťiang-nanu bylo druhé nejvýznamnější ve Fu-ťienu. Vedoucí místní postavou byl Lin Chung (cca 1340–1400), větší význam měl jeho žák Kao Ping, který roku 1393 sestavil Tchang-š’ pchin-chuej, antologii cca šesti tisíc tchangských básní hodnocených a roztříděných v souladu s myšlenkami jihosungského kritika Jen Jüa. Dělil tchangskou poezii na ranou, vrcholnou, střední a pozdní; přičemž nejvýše stavěl vrcholnou, ranou považoval za cennou, protože vedla k rozvoji vrcholné, poslední období měl za nižší, protože vzdálenější vrcholné éře. Jeho názory získaly vliv až od konce 15. století, kdy začal být více citován. Jeho dělení zůstalo v užívání do 21. století.
S přesunem metropole do Pekingu za vlády císaře Jung-leho (1402–1424) se tam soustředil i literární život; pekingští akademici ve vysokých úředních funkcích poté dominovali světu literatury. V jejich čele stáli „tři Jangové“ (Jang Žung, Jang Š’-čchi a Jang Pchu), Wang Č’, Ťin Jou-c’, Sie Ťin a Ceng Čchi. Jejich poezii se dostalo označení „poezie kabinetního stylu“ (tchaj-ko ťi), jejich próza, nekomplikovaná a přímá, evokovala sungskou. Nevýznamnější v následující generaci byl patrně ministr vojenství Jü Čchien, známý však více svými politickými činy než básnickými úspěchy.

### Od konce 15. století

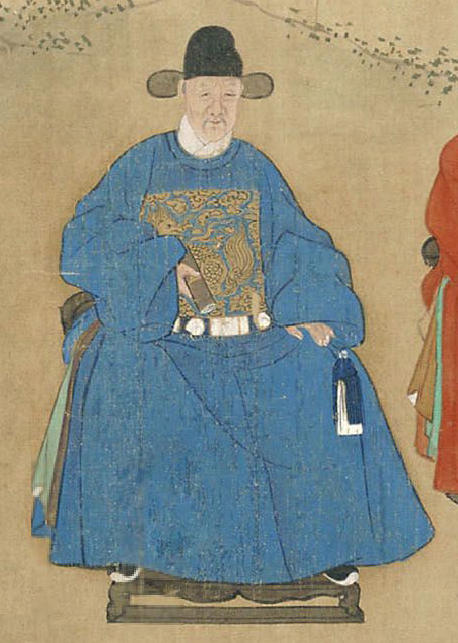
Li Tung-jang v oficiální úřední róbě, cca 1503

Po Pekingu bylo nejvýznamnějším centrem kultury Su-čou, s hospodářským vzestupem Ťiang-nanu koncem 15. století zrodivší i plejádu učenců, z niž někteří dosáhli i vysokých postů ve vládě, jako Wu Kchuan a Wang Ao. Rodáci ze Su-čou obzvláště vynikli v malířství – jako Šen Čou, malíř a básník. Sučouské umění kvetlo i v následující generaci – Jang Sün-ťi, Ču Jün-ming, Tchang Jin a Wen Čeng-ming. Nikdo z nich neměl za sebou významnou úřední kariéru, byli to kaligrafové, malíři i básníci tzv. směru fu-ku, archaizujícího obdivu a návratu ke starým vzorům.
Klíčová postava bezprostředně předcházející hnutí fu-ku byl Li Tung-jang. Proti němu se vyhranilo tzv. „sedm dřívějších mingských mistrů“ – Li Meng-jang, Che Ťing-ming, Pien Kung, Wang Tching-siang, Kchang Chaj, Wang Ťiou-s’ a Sü Čen-čching. Kromě posledního pocházeli všichni ze severu Číny. Vesměs byli ovlivněni Li Meng-jangem. Chtěli pozdvihnout úroveň poezie nad pouhou dovednost, jež byla cílem Li Tung-janga, za vzor měli chanské a wejské básníky pro poezii ve „starém stylu“ ku-tchi a vrcholné tchangské básníky pro poezii v „novém stylu“ ťin-tchi. Příznivé politické ovzduší za vlády Chung-č’a (1487–1505) je patrně vedlo k tomu, že své role úředníků, básníků a filozofů brali vážněji než jejich předchůdci a v diskuzích při svých setkáních v metropoli tříbili své názory. Po roce 1505 v novém režimu Čeng-teho sedmička postupně ztratila pozice v metropoli a rozptýlila se po svých domovech. Někteří (jako Che Ťing-ming roku 1511) se později vrátili do Pekingu. Che Ťing-ming pak měl vlastní žáky – Čeng Šan-fua, Süe Chueje a další. Ku Lin zatím působil na jihu. Později na Che Ťing-minga navázali Che Liang-ťün, Chuang-fu Fang a poté „pozdějších sedm mistrů“.
Plodným autorem prózy i poezie a učencem nemalého významu věnujícím se nejrůznějším oborům byl i Jang Šen, syn velkého sekretáře Jang Tching-chea, od roku 1424 žijící v Jün-nanu, kam ho poslal císař současně s odvoláním jeho otce z úřadu. Jang Šen nepatřil přímo k archaizujícímu hnutí, jeho poezie se odvozovala spíše od básníků Šesti dynastií a pozdní Tchang. Jeho žena Chuang O (1498–1569) byla patrně nejlepší básnířkou mingské éry.
Novou vlnu návratu k minulosti v poezii začal před polovinou 16. století Sie Čen, jižan, který neuspěl s kariérou a následoval individualistické ideje Che Ťing-minga. Kromě něj do „pozdějších sedmi mistrů“ patřili i Li Pchan-lung, Wang Š’-čen, Sü Čung-sing, Liang Jou-jü, Cung Čchen a Wu Kuo-lun. Li Pchan-lung byl významný především sbírkou tchangské poezie Tchang š’ süan, která se stala základním dílem zprostředkující tchangskou poezii čtenářům v Japonsku i Číně až do současnosti. Největším básníkem z pozdní sedmičky byl Wang Š’-čen, mimo jiné i kvůli obrovskému množství jeho básní.

## Próza

### Vklasickém jazyce

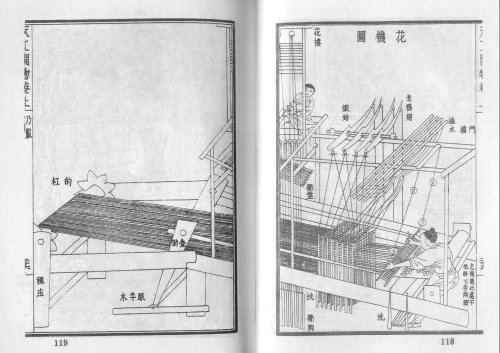
Tkalcovský stav, ilustrace encyklopedie Tchien-kung kchaj-wu, 1637

V raně mingském období byl pro literáty typický sklon k napodobování starých vzorů, proto jsou autoři jako Sung Lien, Liou Ťi, Jang Š’-čchi a mnozí další politici a učenci, řazeni mezi „přívržence staré literatury“ (ku-wen-pchaj). Ve 14. − 16. století literární (klasický) jazyk, kterým psali, získal více knižní charakter, autoři používali fráze z klasických knih a omezovali prvky hovorového jazyka. Nejvýznačnějším prozaikem byl Čchü Jou (1341–1427) s povídkovou sbírkou Nová vyprávění u zapálené lampy. Forma povídek vycházela z tchangských „rozmanitých příběhů“ čchuan-čchi, autor využíval tradiční folklórní motivy. Sbírka získala oblibu a povýšila povídku s nadpřirozenými prvky v umělecký žánr, ale jako „neužitečné příběhy“ o podivuhodném a nadpřirozeném, navíc někdy s politickým podtextem, byla konfuciánskými moralisty zakazována. Získala mimořádnou popularitu i v Japonsku, Koreji a Vietnamu, kde definovala žánr povídky. Na dílo Čchü Joua navázal Li Čen (1376–1452) s Pokračováním nových příběhů od zapálené lampy, v nichž přepracoval tradiční zápletky. Žánr žil i v následujících desetiletích, koncem 16. století na Čchü Joua navázal Šao Ťing-čan.
Mingští vzdělanci psali eseje a úvahy na nejrůznější témata, před jinými byly obdivovány eseje a anekdoty o každodenním životě Kuej Jou-kuanga (1506–1571) i filozofické práce Wang Jang-minga. Specifickým prozaickým žánrem byl takzvaný „osmidílný esej“ vyžadovaný od konce 15. století u úřednických zkoušek.
Nejtypičtější a nejreprezentativnější pro mingskou dobu jsou mnohadílné encyklopedické práce a antologie, ať už státní, jako Encyklopedie Jung-le, nebo soukromé, jako například Pen-chao kang-mu Přehled tuzemských léčivých rostlin z konce 16. století obsahující 1892 léčivých rostlin, přes 11 tisíc předpisů a přes 1100 ilustrací. Mingští vzdělanci psali i geografická (Cestovní deníky Sü Sia-kchea) a historická díla (Sung Lien a Wang Š’-čen), jazykovědné práce a slovníky.

### Vjazyce blízkém hovorovému

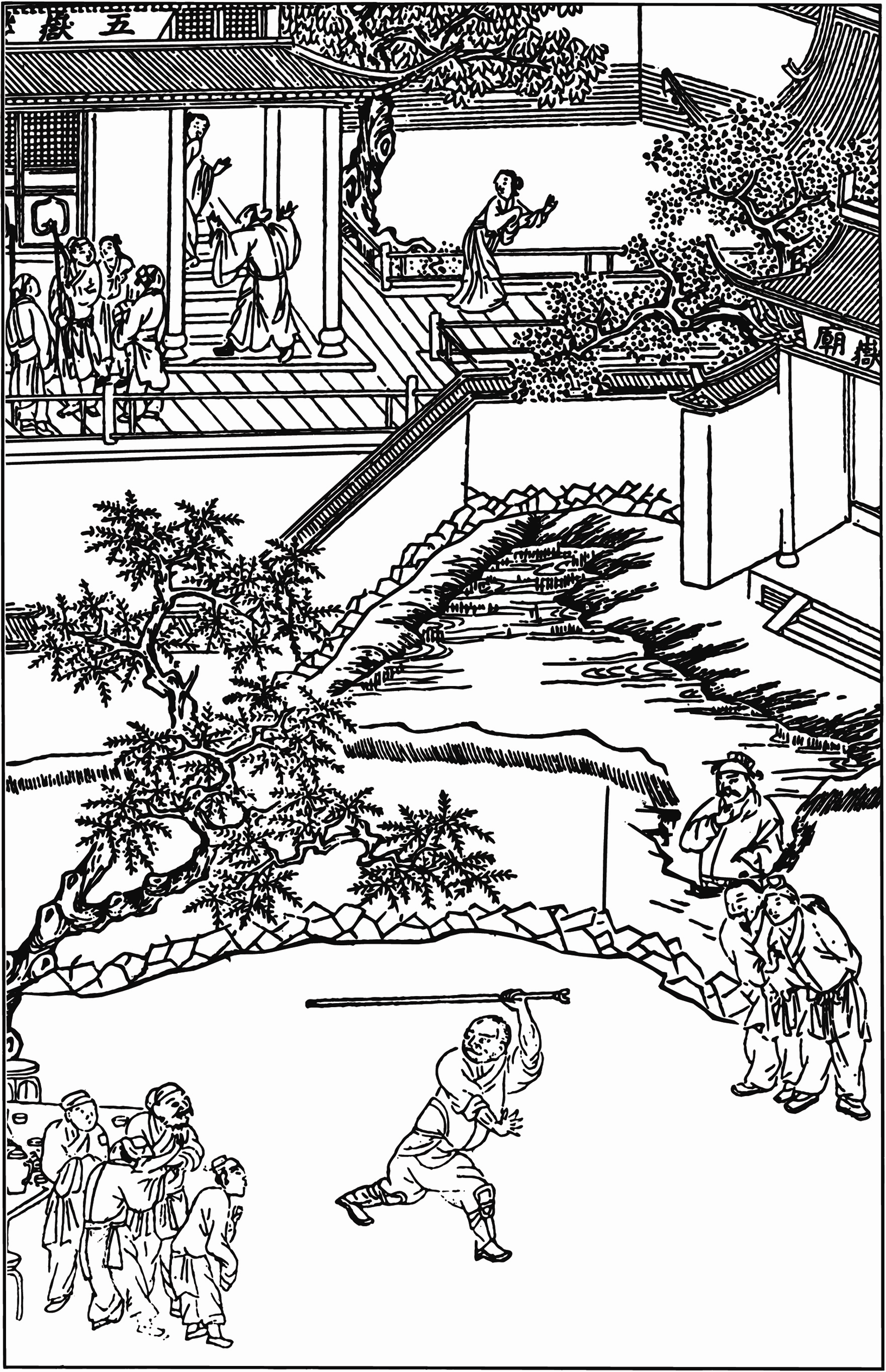
Ilustrace z Příběhů od jezerního břehu, dřevoryt, 15. století

Zatímco plně porozumět dílům psaným v klasické čínštině mohli pouze příslušníci džentry, gramotní Číňané s nižším vzděláním – jako ženy v rodinách vzdělanců, obchodníci a nižší úředníci – tvořili nepoměrně širší publikum pro literaturu a drama v hovorovém jazyce (paj-chua). Zejména Feng Meng-lung (1574–1646) zdůrazňoval dostupnost a význam literatury v paj-chua. Povídky a novely v jazyce blízkém hovorovému, zvané chua-pen, byly velmi populární a od 15. století je začali psát i literáti, taková díla se nazývají ni-chua-pen („napodobení chua-pen“). V 16. století byly povídky chua-pen a romány v popředí literární scény. Nakladatelé vydávali stovky povídek jednotlivě i ve sbornících, tiskli nová vydání sungských a jüanských autorů, jejich imitace, i nové příběhy. Sbírky byly někdy tematické, většinou však různorodé.
S povídkou byl úzce svázán román, analogický stylem i výrazovými prostředky, v kontrastu ke krátké povídce však sestávající z desítek kapitol. Náměty románů pocházely z příběhů po staletích kolujících mezi vypravěči na městských tržištích. Populární byly nejrůznější žánry: po úspěchu Luo Kuan-čungova historického románu Příběhy Tří říší následovala záplava historické prózy, v níž se reálné události mísily s fantazií. Příběhy od jezerního břehu Š’ Naj-ana jsou nejpopulárnějším zástupcem hrdinské a dobrodružné epiky. Vedle Příběhů tří říší a Příběhů od jezerního břehu mezi čtveřici čínských klasických románů patří i fantastické Putování na západ. Na Putování na západ navázala řada epigonů, v 16. století bylo populární Povýšení do stavu duchů/Povýšení mezi bohy (Feng-šen jen-i) Sü Čung-lina, fantastické je rovněž Luo Mao-tengovo vyprávění o plavbách Čeng Chea Zápisky o západním oceánu. Rozšířené byly i detektivní romány, jejichž hlavním hrdinou byl čestný soudce. Z mingských románů popisujících běžný život je nejvýznamnější roku 1610 publikovaný Ťin Pching Mej, který se stal pátým z velkých čínských románů bezprostředně za „čtyřmi klasickými romány“.

### Užitná literatura, noviny

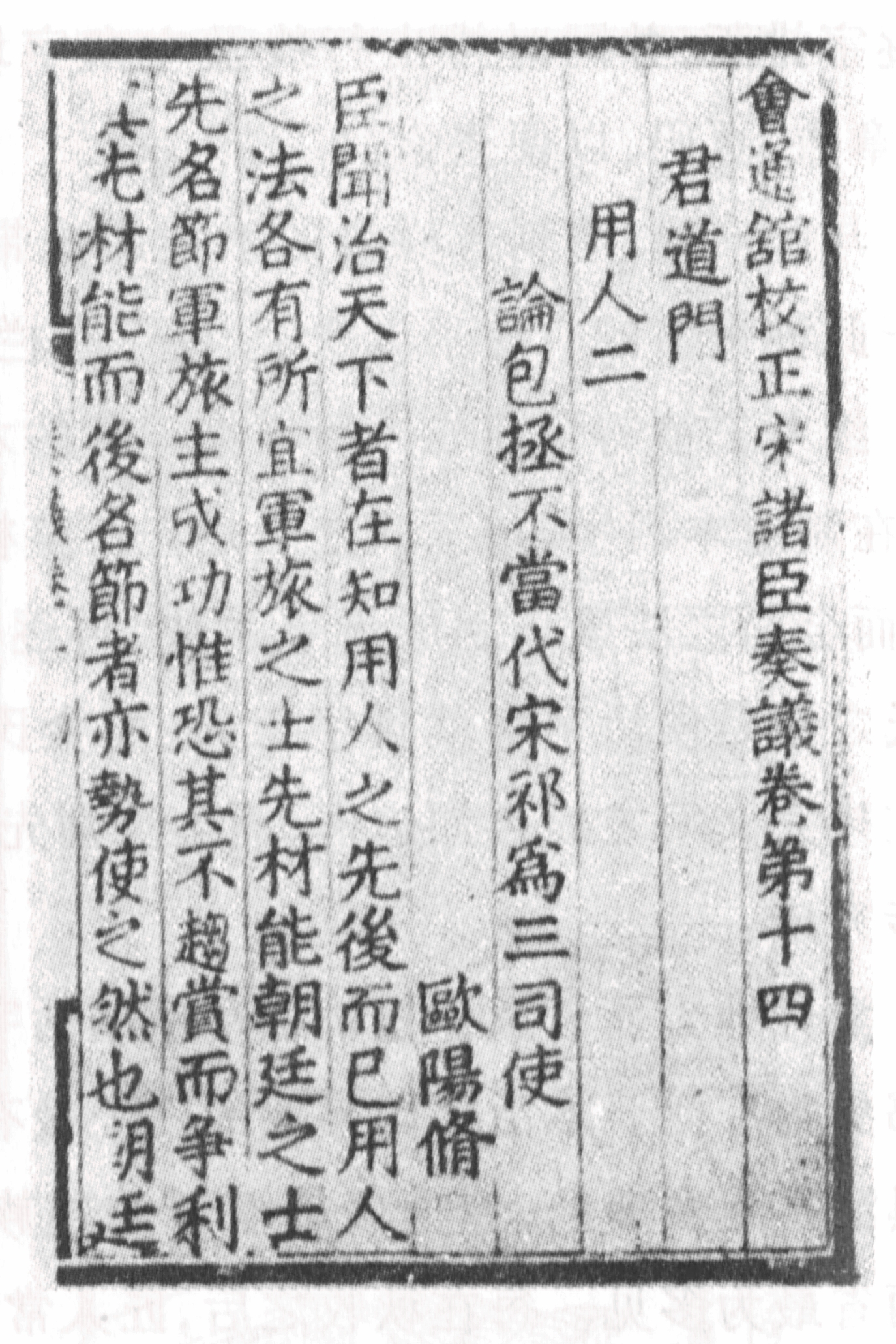
Stránka z knihy tiskaře Chua Sueje tištěná pohyblivými literami, 1490

Mimo poezie a beletrie mingští nakladatelé produkovali i množství užitné literatury. Vycházely cestovní příručky popisující trasy po celé zemi a „zápisky z cest“ těch příslušníků džentry, kteří si oblíbili putování. V období pozdní Ming se rozvinul nový žánr – morální průvodce shrnující rady obchodníkům týkající se obchodní etiky a způsobu života. Mingští nakladatelé vydávali v naději na komerční úspěch příručky pro cokoliv – od pravidel pohřbu, přes tabulky násobení, po vzory smluv nebo snáře, slabikáře pro děti, „klasiky do kapsy“ pro studenty. A tak Evropané přišlí v 16. a 17. století do Číny byli udiveni množstvím a nízkou cenou knih.
K roku 1582 je doložena první zmínka o novinách v Pekingu, roku 1638 se pekingské noviny tiskly už pomocí pohyblivých liter nahrazujících do té doby používané vyřezávání celých stránek na dřevěných deskách. Mingští vydavatelé zdokonalili metody a formy výroby knih, v první polovině 17. století Wu Fa-sien začal používat slepotisk k vytvoření plastického efektu, Chu Čeng-jen významně zdokonalil barevný tisk.

## Drama

### Rané mingské období
Čtyřaktové hry ca-ťü, hlavní forma jüanského dramatu, se udržely i za Mingů. Známo je 520 her od stovky autorů. Mingští autoři však svou tvořivost směřovali spíše k volnějším mnohoaktovým hrám čchuan-čchi vývojově vzešlým ze sungských „jižních her“ nan-si; jejich doprovodná hudba prošla podstatnými změnami, dokud nepřevážil styl kchun-čchü.
Autory dramat byli vesměs pouze literáti, v počátcích dynastie se sice objevili dramatici nižšího postavení, ale jejich díla byla zavržena. Vládlo přesvědčení, že autory mohou být pouze osoby vzdělané, takže v kontrastu s jüanskou érou bylo mingské drama dílem elit určeným pro elity. Tyto tendence podpořila vládní regulace: roku 1373 bylo hercům zakázáno ztvárňovat panovníky a jejich ženy, věrné dvořany a vznešené vlastence a mudrce všech dynastií, kromě těch, kteří byli vzory správného chování. Zakázáno bylo hrát i tisknout díla obsahující pomluvy panovníků a mudrců. Zákazy nebyly vynucovány důsledně, nicméně i tak se mingské drama, v kontrastu s jüanským, nevyznačovalo přímou politickou a sociální kritikou.
Vzhledem k soustředění populace i bohatství na jihu země, převažovaly v Číně také jižní umělecké formy, a sice dramatická forma čchuan-čchi, která se vyvinula z jižních dramat sungské doby.

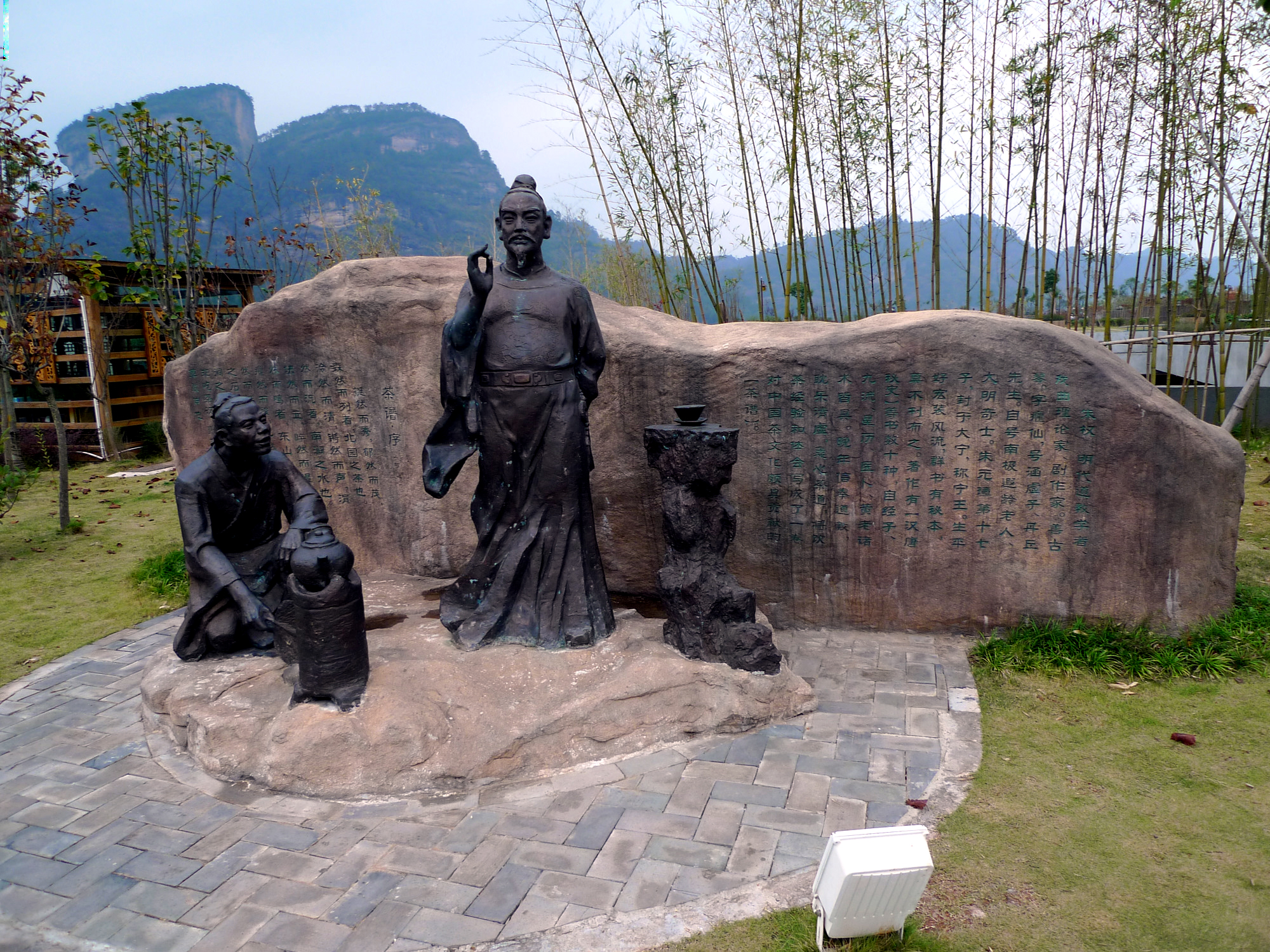
Socha mingského prince a dramatika Ču Čchüana (1378–1448) v horách Wu-i

Během přechodu Jüan-Ming se objevilo několik čchuan-čchi, včetně tzv. čtyř velkých her čchuan-čchi, poté však nastala mezera, snad způsobená občanskou válkou 1399–1402 a přesunem hlavního města na sever (z Nankingu do Pekingu), snad odchodem literátů do státních služeb (kontrastujícím s jüanskou dobou).
Popularita ca-ťü přetrvala zánik dynastie Jüan, v počátcích říše Ming ji totiž podpořila tvorba dvou mingských knížat. Byli to Ču Čchüan, sedmnáctý syn Chung-wua, a Chung-wuův vnuk Ču Jou-tun. Ču Čchüanovi je připisováno cca padesát literárních děl včetně dvaceti her. Z nich se zachovaly dvě – o hledání nesmrtelnosti a o mladém učenci který prchne s atraktivní vdovou, aby se s ní nakonec oženil se souhlasem jejího otce. Ceněn je jejich elegantní styl. Je mu též připisována sbírka Tchaj-che čeng-jin pchu, spíše sestavená jeho podřízeným ve 30. nebo 40. letech 15. století. Práce obsahuje soupis 689 her ca-ťü, komentáře k dramatické poezii mnoha tvůrců a 335 melodií pro ca-ťü. Ču Jou-tun byl patrně nejplodnější dramatik první poloviny 15. století. Napsal více než tři desítky ca-ťü, které všechny i vydal. Psal oslavná díla určená k předvádění během dvorských slavností, o svátcích a výročích. Některé z těchto her zahrnují výpravnou scénu s početnými soubory tanečníků a zpěváků a zvláštními efekty. Druhou skupinu Ču Jou-tunových her tvoří klasická ca-ťü, jejichž ústředním tématem je vyzdvihování příkladně věrného dvořana. Některé jsou komedie zesměšňující nečestné obchodníky a neloajální dvořany. Aktivita vysoce postavených členů vládnoucí dynastie povzbuzovala k psaní ca-ťü i jiné autory, po první třetině 15. století se však zájem o ně vytratil.

### Od druhé poloviny 15. století do poloviny 17. století

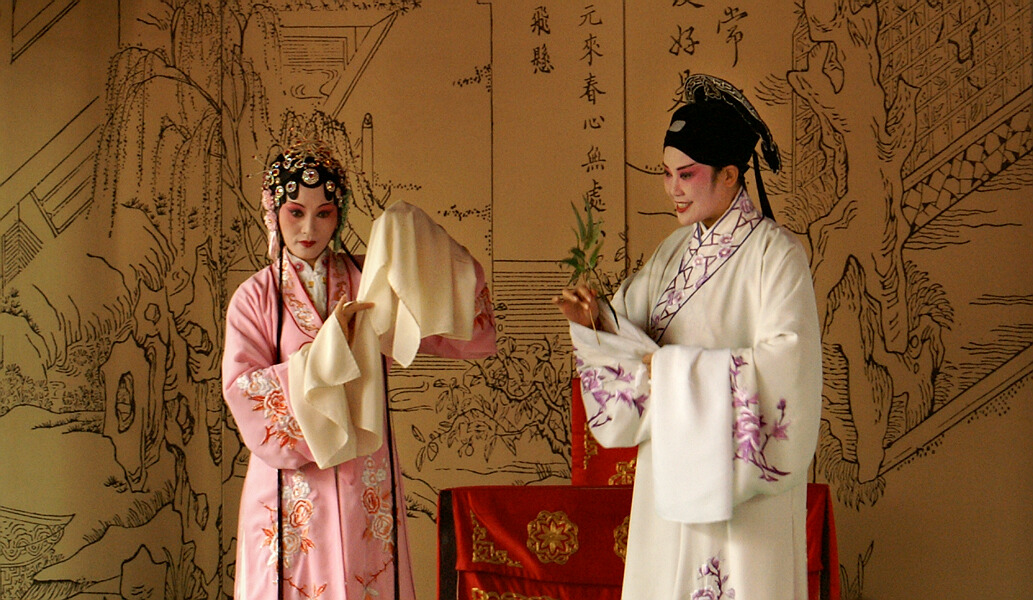
Scéna z Pavilónu pivoněk Tchang Sien-cua

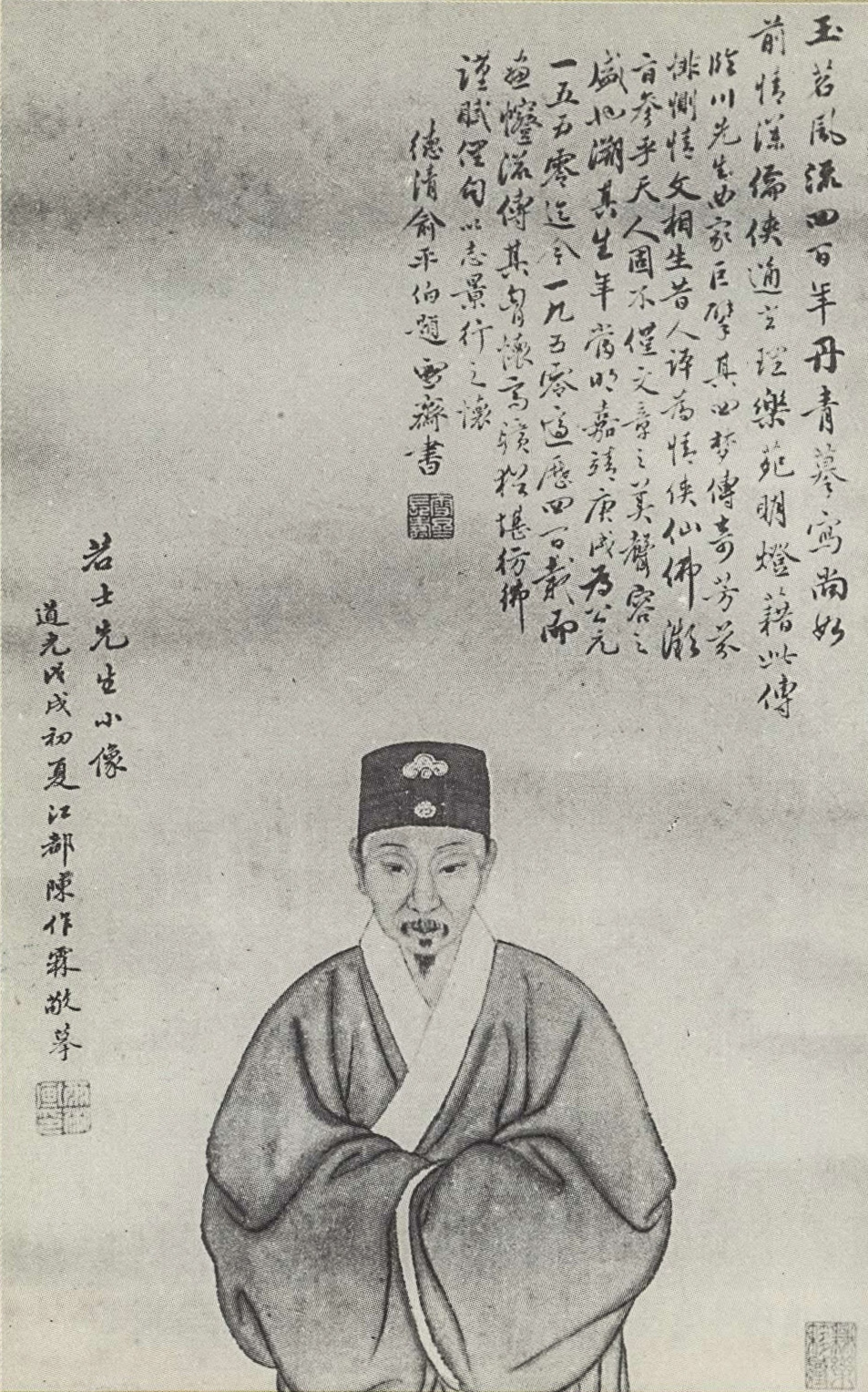
Portrét Tchang Sien-cua, autora Pavilónu pivoněk

Po mezeře ve druhé třetině 15. století první zaznamenáníhodné čchuan-čchi napsal Čchiou Ťün (1421–1495), respektovaný úředník a vzdělanec, nicméně jeho jediná zachovaná hra je (podle moderního historika Johna Hu) hrozná. Ovšem když se žánru čchuan-čchi věnoval tak významný učenec, osmělili se i ostatní. Jeho následníci byli pedantičtí literáti předvádějící svou učenost, bez kreativity nebo originality. Jen výjimečně se zrodila kvalitní díla, např. Siou-žu ťi připisovaná Sü Linovi (1462–1538), příběh mladého úředníka a prostitutky.
Ca-ťü po Ču Jou-tunovi vyšla z obliby a znovuzrodila se až počátkem 16. století v dílech Kchang Chaje a Wang Ťiou-s’a díky jejich staromilství. Po Kchang Chajovi a Wang Ťiou-s’ovi se dramatu věnoval zejména Li Kchaj-sien (1502–1568) a pak Sü Wej, známý i jako malíř.
Pro jižní hry i čchuan-čchi se hledal vhodný hudební doprovod. Ve druhé polovině 15. století autoři zkoušeli různé regionální hudební styly (chaj-nan, jü-jao, i-jang, kchun-šan) přičemž jižní hudba nakonec převážila nad severní. Koncem 16. století měl Liang Čchen-jü úspěch s hudbou kchun-čchü. Pojmy čchuan-čchi a kchun-čchü poté prakticky splynuly. Šen Ťing (1553–1610) zatím zformuloval pravidla skladby, kladoucí důraz na harmonii melodií, jeho žáci tvořili tzv. školu Wu-ťiang. Jiní autoři však kladli důraz na uměleckou spontánnost a důmyslnost. Nejúspěšnější z nich byl Tchang Sien-cu (1550–1617) z Ťiang-si, úředník, který poslední dvě desetiletí svého života přežíval v chudobě. Napsal jednu z nejznámějších her čínské historie, Pavilón pivoněk.
Po Tchang Sien-cuovi a Šen Ťingovi literáti přijali drama mezi respektované umělecké formy. Zákonná omezení už přestala mít význam a objevily se stovky autorů a ještě více her. Hry byly vesměs adaptací starších příběhů a témat, mívaly šťastný konec, víc než na obsah děje autoři kladli důraz na formu, často se stereotypními postavami. K nejvýznamnějším autorům patřil Žuan Ta-čcheng, který napsal devět her kchun-čchü, a současníky ceněný ministr Wu Ping, autor pěti kchun-čchü.

## Porcelán, cloisonné, lakové výrobky
Rozsáhlá státní výroba porcelánu, zavedená už v říši Jüan, pokračovala i za Mingů. První mingský císař Chung-wu zakázal nelicencovaný zahraniční obchod, proto se, v důsledku omezených styků ze zahraničím, zastavil dovoz kobaltu, používaného k barvení modrobílého porcelánu, z muslimských zemí. Náhradou mingské porcelánky používaly červenou měděnou glazuru. Vícebarevná keramika byla v éře Chung-wu vyráběna jen zřídka.

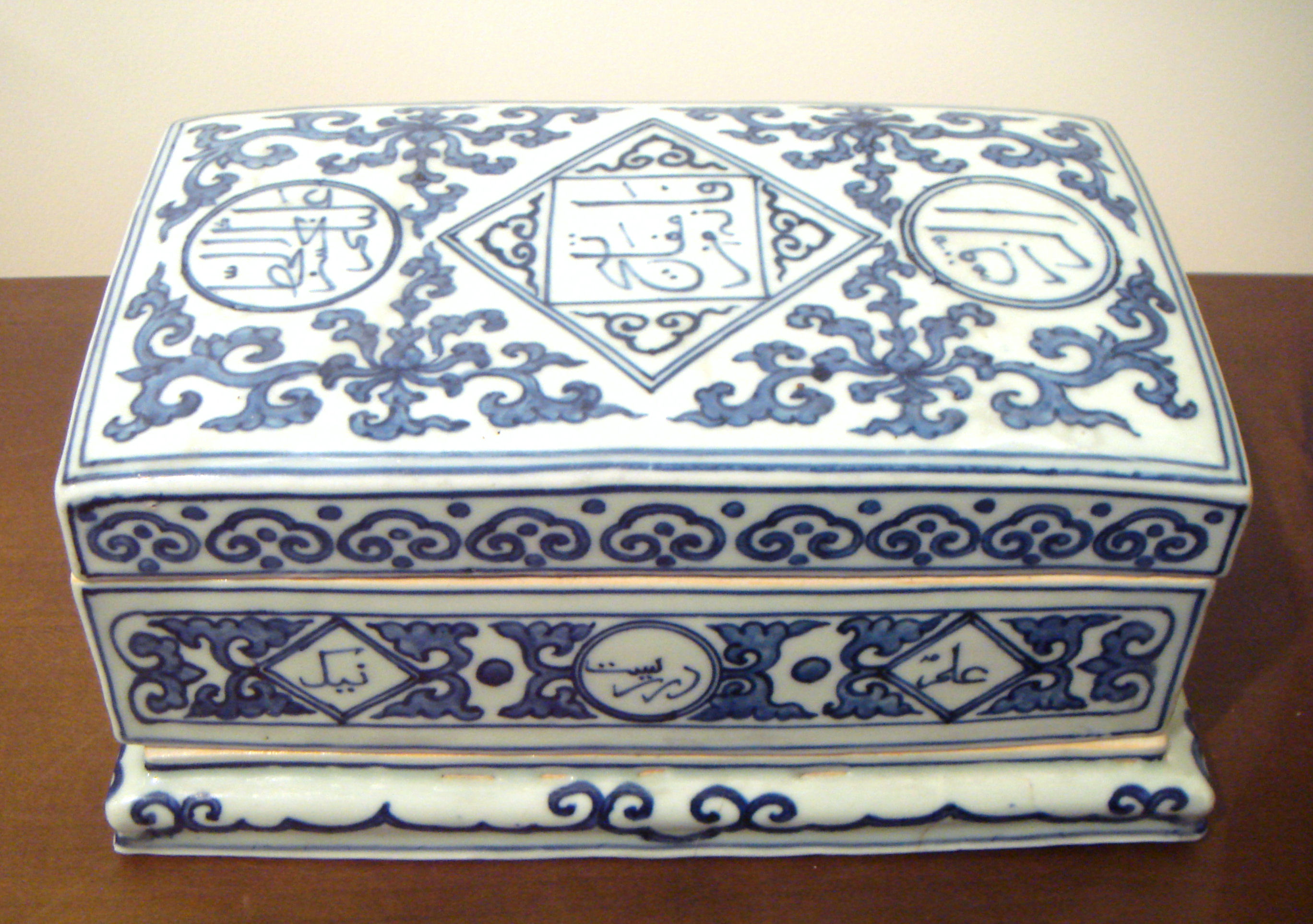
Porcelánová krabička éry Čeng-te (1506–1521), Musée Guimet, Paříž

Oživení zahraničního obchodu za vlády Jung-leho přineslo obnovení dovozu kobaltu, který měl nízký obsah manganu, a proto jasně modrou barvu. Kromě modrobílého porcelánu bylo vyráběno i zboží s rudými, hnědými a zlatými glazurami. Objevily se i kombinace zelených vzorů na žlutém podkladu, nebo hnědých na zeleném.
Za vlády císaře Süan-te (1425–1435) dosáhl modrobílý porcelán vrcholu kvality. Proslavil se do té míry, že čínští a japonští výrobci pozdějších dob své zboží vydávali za výrobky éry Süan-te, jako výraz nároku na dokonalost. Vyráběn byl zejména v Ťing-te-čenu v provincii Ťiang-si, tamní komplex se v polovině patnáctého století stal největším čínským centrem výroby keramiky a porcelánu a hlavním dvorským dodavatelem. Z éry Süan-te pochází i nejlepší mingské cloisonné, které získalo v 15. století na oblibě. Za Süan-teho se objevil i barevný porcelán typu tou-cchaj („kontrastní barvy“), kdy byly modrobílé vzory vybarveny červeně, žlutě, zeleně nebo fialově. Ve zbytku 15. století se styl porcelánu příliš neměnil, po určitém poklesu umělecké úrovně v prostřední třetině 15. století se z éry Čcheng-chua (1465–1488) zachovaly vynikající kusy a rozšířil mnohobarevný dekor.

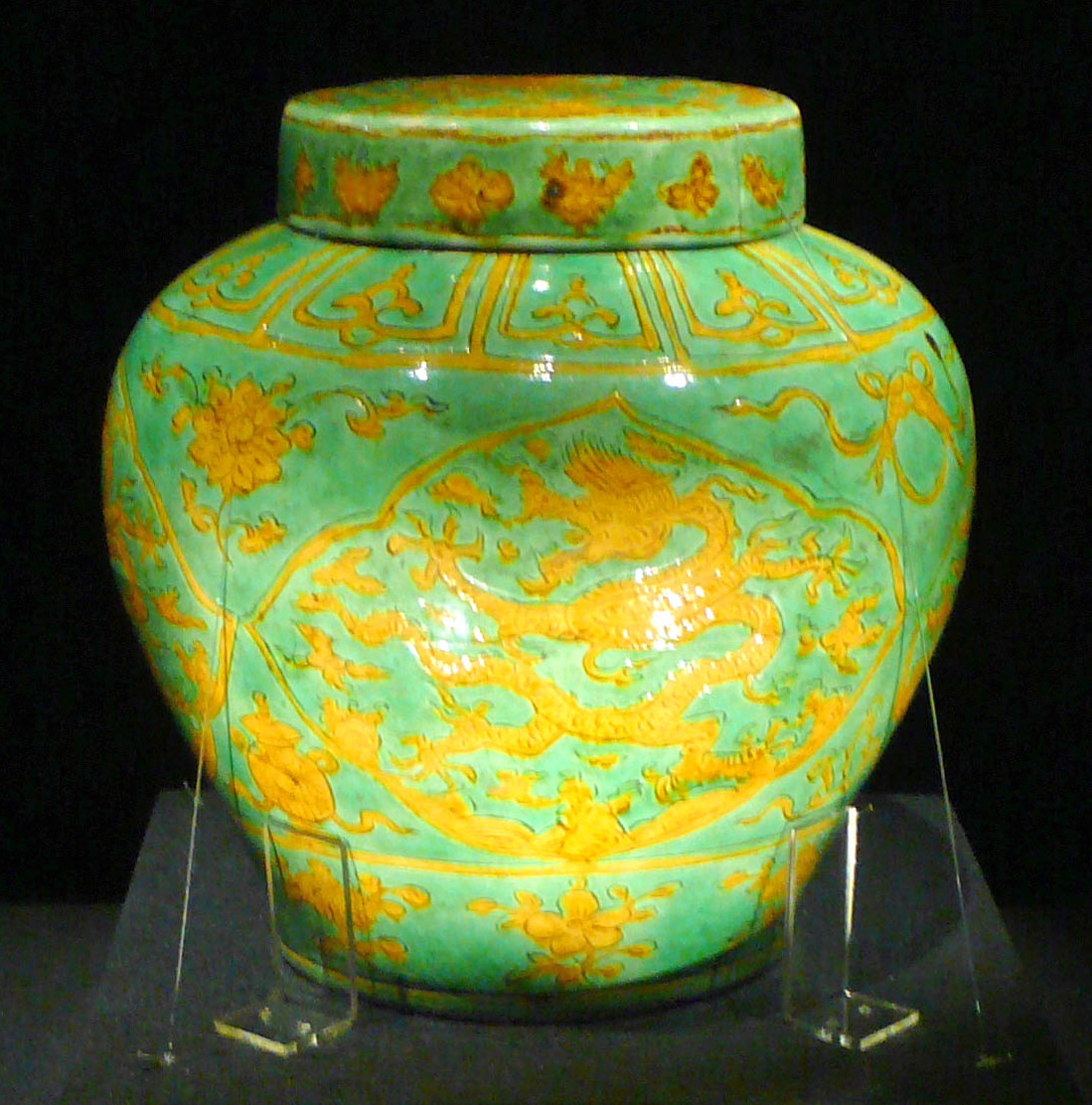
Porcelánová váza éry Wan-li (1573–1620), Palácové muzeum, Peking

Za vlády Ťia-ťinga (1524–1566) produkce státních porcelánek potřebám císařského dvora nepostačovala, vláda proto začala objednávat zboží u soukromých výrobců. V důsledku dvorských nároků na kvalitu se úroveň soukromých porcelánek zvedla, a ty pak byly schopny uspokojit požadavky bohatých a náročných zákazníků. Rozšířil se repertoár vzorů, v soukromých porcelánkách například značně narostlo zdobení šťastnými symboly, objevil se pětibarevný porcelán nazývaný wu-cchaj, v éře Wan-li (1573–1620) zvláště rozšířený v mnoha variacích. Koncem éry Wan-li bylo zpracování porcelánu poněkud hrubší než v jejích počátcích.
Koncem mingského období soukromé dílny nahradily státní porcelánky jako centra tvořivosti a aktivity. Hrubší keramika byla vyráběna ve Fu-ťienu a Kuang-tungu. Te-chua, v provincii Fu-ťien, se proslavilo speciální bílou porcelánovou keramikou a soškami. Když toto zboží dosáhlo v sedmnáctém století Evropy, stalo se známé pod názvem „blanc-de-Chine“. V rodinných dílnách v provincii Šan-si byly vyráběny keramické sošky zdobené „trojbarevnými“ (san-cchaj) glazurami. Začátkem 17. století se svou dovedností proslavili i někteří mistři pracující s porcelánem, jako například Che Čchao-cung, známý soškami z bílého porcelánu.
Významné bylo i lakové zboží. Nejlepší práce pocházejí z 15. století, zvláště z ér Jung-le a Süan-te. Ke zdobení byly používány různé techniky – reliéf, intarzie, z jihu, zvláště Fu-ťienu, pocházely malované lakové výrobky.

## Architektura

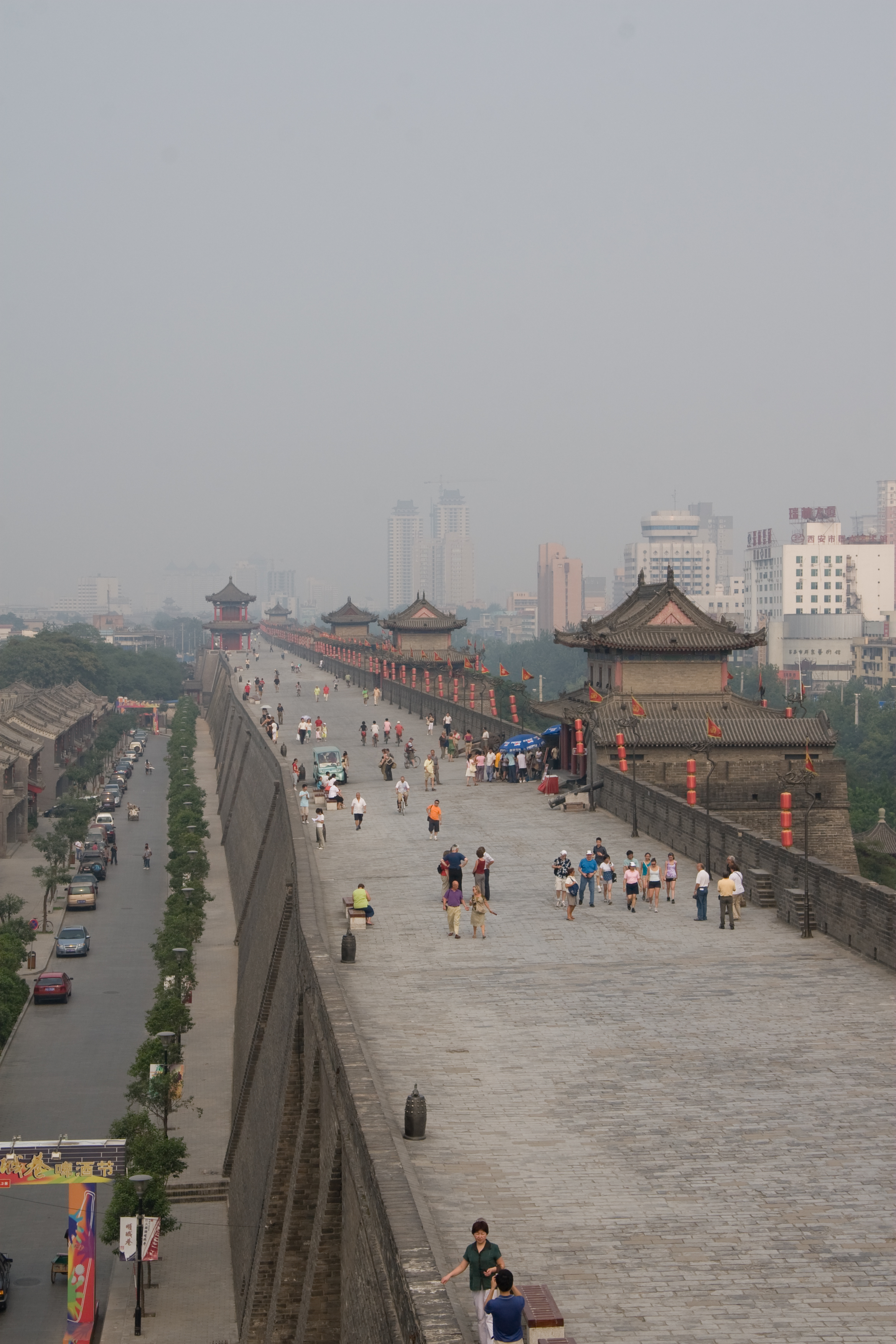
Hradba Si-anu

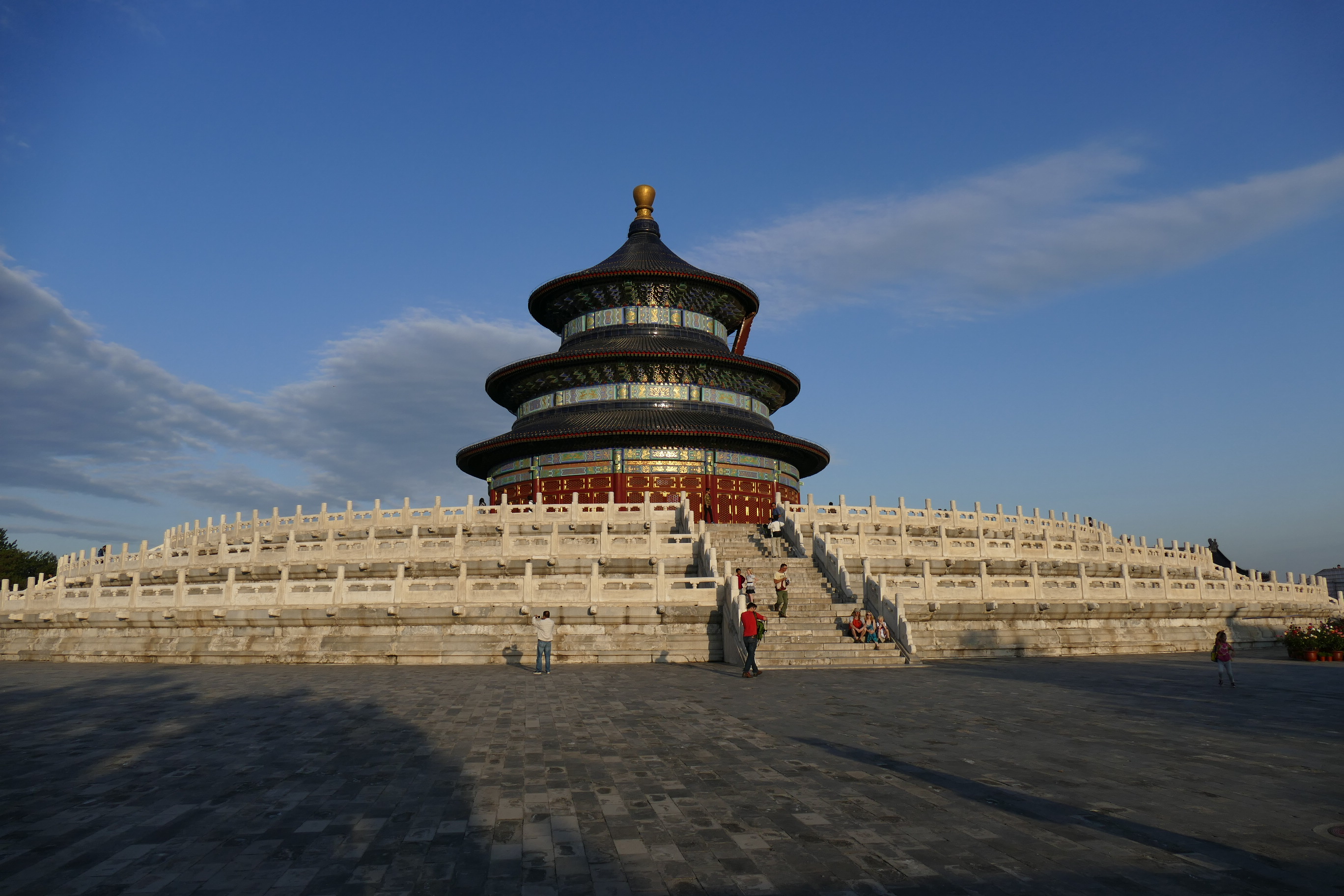
Chrám nebes, Peking

Jako v ostatních kulturních oborech, i v architektuře mingští Číňané navazovali na tradiční vzory, i když sungská a tchangská architektura je originálnější a větší. Nicméně z mingské doby se zachovala řada významných budov. Nejvýznamnějším stavebním počinem raného mingského období byla výstavba hlavního města, zprvu Nankingu a od počátku 15. století Pekingu, a v Pekingu zejména císařského sídla, Zakázaného města. Největšími pohřebními komplexy byly hrobky císařů v Nankingu a Pekingu. Počátkem 15. století, za vlády císaře Jung-leho byl obnoven Velký kanál.
Pod vlivem tibetské a indické architektury vznikl nový typ buddhistických chrámů, tzv. „pagoda diamantového trůnu“ v níž je několik pagod postaveno na společné platformě. Jejím nejstarším příkladem je chrám Čen-ťüe v Pekingu, dokončený roku 1473. Naproti tomu stavby mešit v mingské době vycházely pouze z čínských architektonických tradic, proto je například ve Velké mešitě v Si-anu, jejíž podoba pochází z raně mingského období, muslimský charakter přítomen pouze ve výzdobě interiérů.
V 16. století pokračovalo budování chrámového komplexu Chrámu nebes v Pekingu a nedalekého souboru císařských náhrobků. V architektuře začal převládat nový styl, charakteristický okázalostí a elegancí. Příkladem je výstavba v Zakázaném městě, Konfuciův chrám v Čchü-fu a stavby na svaté buddhistické hoře Wu-tchaj-šan v provincii Šen-si. Architekturu prosperujících vesnic dokumentují památky v Si-ti a Chung-cchunu.
V 16. století byla obnovena Velká čínská zeď v délce přes 2400 km, od Šan-chaj-kuanu na pobřeží Žlutého moře až k Ťia-jü-kuanu na západních hranicích mingské Číny. Významné bylo i pevnostní stavitelství, jehož příkladem jsou hradby Nankingu, nebo Pching-jao.
Mingské sochařství bylo na nižší úrovni než dříve. Sice se zachovalo mnoho buddhistických soch a plastik z bronzu, dřeva a laku, ale v síle výrazu zaostávají za tchangskými a sungskými. I kamenné sochy v areálech císařských hrobek vykazují pokles živosti a technické dovednosti. Malé sošky z nefritu, slonoviny, nebo porcelánu si však udržely vysokou uměleckou úroveň. Nejhodnotnější jsou sošky z bílého porcelánu („blanc-de-Chine“) z Fu-ťienu.

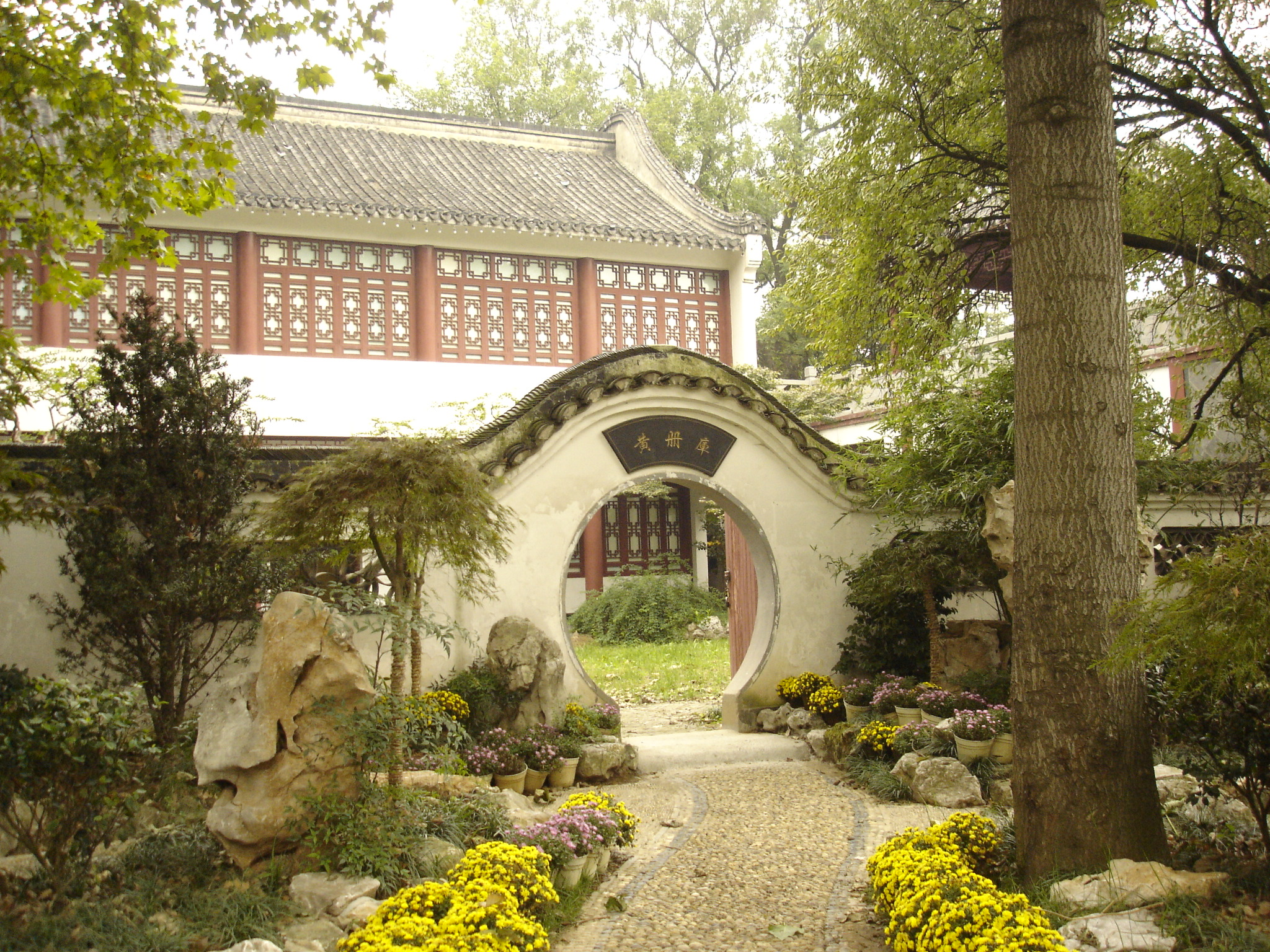
Archiv Žlutých registrů na ostrově na jezeře Süan-wu v Nankingu

Rozvíjelo se umění kompozice zahrad, podřízené zásadám feng-šuej. Architekti rozlišovali severní a jižní styl zahrad a parků; první byl charakterizován velkými rozměry a barevností, druhý komorností a jednobarevností. Postupně se posunuly vztahy mezi budovami a zahradami. Dosud byly zahrady obvykle chápány jako doplněk staveb, ale v pozdně mingském období se budovy začaly umisťovat do zahrad; to znamená, že budovy se staly podřízeným prvkem zahrady. Zahrada se stala místem společenského a kulturního setkávání a magnetem pro umění a sponzorství. Tento nový model soukromé zahrady měl dalekosáhlý vliv. Ke konci mingské doby se objevilo i první teoretické pojednání o výstavbě zahrad a parků – Tvorba zahrad (Jüan jie) Ťi Čchenga z roku 1634.